# Portugal no Festival Eurovisão da Canção
Portugal participou, até à data, 57 vezes no Festival Eurovisão da Canção (não incluindo a canção que representaria o país no ano de 2020, quando o festival foi cancelado), tendo sido a primeira em 1964. O país só não compareceu no concurso cinco vezes desde a sua estreia, tendo-se retirado então nas edições de 1970, 2000, 2002, 2013 e 2016. 
A RTP, estação televisiva representante do país, conseguiu pela primeira vez a vitória no concurso com a sua participação no Festival Eurovisão da Canção 2017, realizado em Quieve, Ucrânia, com a canção "Amar pelos Dois" interpretada por Salvador Sobral. 
Apesar de ter uma longa história no Festival, Portugal nunca tinha sido particularmente bem-sucedido com as canções que foram apresentadas ao longo de todos estes anos, visto que, até 2017, apenas 9 tinham ficado dentro do top 10 das posições finais, enquanto que as outras obtiveram classificações quase sempre baixas e, em algumas edições, até ficaram em último lugar.
Para além disso, Portugal nunca havia conseguido até 2017 superar o 6.º lugar da representação de 1996 — a canção "O meu coração não tem cor", de Lúcia Moniz. Em 2022 e em 2024, Portugal volta a conseguir lugares no top 10 com as respetivas canções, "Saudade, Saudade" de MARO, a terminar em 9.º lugar, e "Grito" de Iolanda, em 10.º lugar.

## História

### Primeira década de participação e primeira desistência
A primeira participação em 1964 foi bastante dececionante. Portugal envia ao concurso António Calvário e a canção "Oração", que não recebe qualquer ponto, ficando o país, assim, em último lugar, logo no primeiro Eurovisão em que participou. Todavia, este começo aziago seria seguido por outra infeliz classificação no ano seguinte com Simone de Oliveira, apenas com 1 ponto, com a música "Sol de Inverno"; no ano a seguir, em 1966, com Madalena Iglésias com a música "Ele e Ela"; em 1967, com Eduardo Nascimento com a música "O Vento Mudou"; em 1968, "Verão" de Carlos Mendes e em 1969, Simone de Oliveira pela segunda vez, com a música "Desfolhada Portuguesa".  
1970 marca a primeira desistência de Portugal no Eurovisão, justificada pelo facto de não se concordar com o resultado do ano anterior, onde foram anunciados 4 vencedores. Por esta razão, Sérgio Borges, que tinha sido selecionado para representar o seu país, acabou por não fazê-lo.

### Alguns sucessos, a Revolução dos Cravos e os anos 80
O país regressa ao Festival Eurovisão da Canção em 1971 com a cantora Tonicha e "Menina do Alto da Serra", terminando em 9.º lugar com 83 pontos e tornando-se, assim, o primeiro sucesso português no Festival. Contudo, no ano seguinte, Carlos Mendes e a canção "A Festa da Vida" alcançam um resultado ainda melhor, conseguindo o 7.º lugar com 90 pontos. Em 1973, Portugal consegue permanecer outra vez dentro das primeiras 10 posições com Fernando Tordo com a canção "Tourada", que ficou em 10° lugar.
Apesar destes três anos de sucesso, Portugal volta depressa aos maus resultados. Em 1974, ano de revolução, o país termina novamente em último lugar com a canção "E Depois do Adeus", de Paulo de Carvalho. A canção tornou-se um símbolo da história portuguesa, tendo sido um dos sinais de rádio para o início da Revolução dos Cravos que derrubou o Estado Novo, regime estabelecido pelo estadista António de Oliveira Salazar. Os anos seguintes foram igualmente medíocres para Portugal, que terminou sempre no meio da tabela.
Só em 1979 e 1980 é que o país consegue obter o 9.º e 7.º lugares, respetivamente, com "Sobe, Sobe, Balão Sobe", interpretada por Manuela Bravo, e "Um Grande, Grande Amor", de José Cid. Após alguns anos de manutenção de resultados, Maria Guinot e a canção "Silêncio e Tanta Gente" conquistam um 11.º lugar, em 1984, ficando assim muito perto do top 10 de posições no Festival Eurovisão da Canção.

### Os anos 90 e início de 2000: sucesso e declínio
Com a década de 1990, Portugal inicia um novo período de sucesso no Festival. Em 1991, pela primeira vez em 11 anos, Dulce Pontes, com a balada "Lusitana Paixão", consegue um prestigiante 8.º lugar no concurso. Dois anos mais tarde, Anabela termina em 10.º lugar com "A Cidade (até Ser Dia)". Em 1994, Portugal garante outro 8.º lugar com "Chamar a Música", na voz de Sara Tavares.
Apesar destes resultados, o auge do sucesso ocorre em 1996, quando Lúcia Moniz participa com a canção "O Meu Coração não Tem Cor" e conquista um 6.º lugar, o melhor resultado obtido por Portugal até ao momento no concurso.
Este período significava, assim, para Portugal, uma glória que o país poderia aproveitar para obter melhores resultados. No entanto, ele termina abruptamente em 1997 com a música "Antes do Adeus" de Célia Lawson, em que Portugal retorna ao último lugar com uma pontuação nula, tendo sido a terceira vez que o país terminava no fim da tabela.
Este resultado de 1997, juntamente com uma série de resultados modestos nos anos seguintes, ("Se eu te pudesse abraçar" de Alma Lusa em 1998, ficando em 12° lugar, e "Como Tudo Começou" de Rui Bandeira em 1999, ficando em 21° lugar) levaram Portugal a não participar no Festival Eurovisão da Canção 2000, sendo a primeira desistência desde 1970 e a segunda em toda a sua participação no Festival. Mesmo assim foi feito o Festival RTP da Canção de 2000, ganhando Liana com a música "Sonhos Mágicos". Dois anos depois, em 2002, Portugal recua novamente, mas desta vez por problemas internos da delegação, tendo sido o seu lugar tomado pela Letónia, que sairia vitoriosa da edição.

### Introdução das semifinais e ausências (2004-2016)
Após a inserção das semifinais na competição em 2004, Portugal procura melhorar os seus resultados, apostando em novas propostas que surgiram logo em 2005, quando o país enviou pela primeira vez, na sua história de participações, uma canção bilingue (em Português e parcialmente em Inglês). Não obstante o facto de o país, em certos momentos da história do Festival, ter sido autorizado a utilizar idiomas de outros países, este sempre se tinha apresentado com canções escritas totalmente em Português.
Em 2006, Portugal torna a levar uma canção bilingue, desta vez "Coisas De Nada (Gonna Make You Dance)", que, à semelhança da canção do ano anterior, obtém uma classificação final fraca, a pior pontuação que Portugal alguma vez teve nas semifinais. Em 2007, Portugal apresenta a cantora Sabrina e o tema "Dança Comigo (Vem Ser Feliz)", onde predomina o Português, embora contendo pequenas frases noutras línguas como o Inglês, o Espanhol e o Francês. A canção, que termina em 11.º lugar na semifinal, a 3 pontos do último finalista, foi a primeira que o país levou com tantas línguas juntas. 
Em 2008, Portugal consegue, finalmente, a primeira qualificação para as finais, desde a alteração do formato em 2004, com Vânia Fernandes e a canção "Senhora do Mar (Negras Águas)". Além disso, o tema conquista um honroso 2.º lugar na semifinal, a melhor posição do país nas semifinais desde a alteração já referida. Na final, contudo, atinge apenas o 13.º lugar, muito inesperado pelo público que, em geral, considerava Portugal o vencedor do Festival Eurovisão da Canção 2008.
Em 2009, Portugal faz-se representar pelo grupo Flor-de-Lis e a canção "Todas as Ruas do Amor", conseguindo passar a semifinal pelo segundo ano consecutivo e obtendo um 15.º lugar na final. Em 2010, é a vez da cantora Filipa Azevedo e a canção "Há Dias Assim" que, mais uma vez, passa à final, onde conquista o 18.º lugar, tendo sido 4.ª classificada na semifinal. Em 2011, Portugal vai com os Homens da Luta com a música "A Luta É Alegria", mas infelizmente não chegaram à final. Em 2012, Portugal vai a concurso com o tema "Vida Minha", interpretado por Filipa Sousa, mas não consegue a passagem para a final.
Em 2014, após a ausência do Festival no ano anterior, Portugal regressa com Suzy e a canção "Quero ser tua", mas volta a não passar à final. Em 2015, Portugal volta a participar com Leonor Andrade e a canção "Há um mar que nos separa", mas também não passa à final.
O insucesso do país no concurso levou a que Portugal se ausentasse do Festival nas edições de 2013 e 2016, ambas organizadas na Suécia, coincidindo com "questões financeiras".

### Primeira vitória (2017- presente)
Em 2017, após um "renascimento" do formato do Festival da Canção português, Portugal regressa ao Eurovisão e quebra uma sequência de 7 anos de não qualificações para a final após a passagem da canção "Amar pelos dois", de Luísa Sobral e interpretada por Salvador Sobral. Ainda melhor do que isso torna-se a conquista, na final do dia 13 de maio, do 1.º lugar nessa edição do Festival com 758 pontos, o que fez então com que Portugal ganhasse o concurso pela primeira vez e com o maior número de pontos alguma vez conseguido por um vencedor (devido a uma alteração no sistema de votação a partir desse ano).
Em 2018, na primeira edição do Eurovisão organizada em Portugal, a canção representante do país "O jardim", interpretada por Cláudia Pascoal, obtém o resultado menos feliz de um último lugar, com 39 pontos, tendo sido a terceira vez na história do concurso em que o país anfitrião fica na última posição (as vezes anteriores foram em 1958, com os Países Baixos, que ficaram em último lugar com 1 ponto para a canção "Heel de wereld", interpretada por Corry Brokken, e em 2015, quando a Áustria obteve uma pontuação nula e ficou em último lugar com o grupo The Makemakes, com a canção "I Am Yours"). 
Em 2019, Portugal não passou à final, com a música "Telemóveis" de Conan Osíris.
Em 2020, Elisa foi a vencedora do Festival RTP da Canção com a música "Medo de Sentir", no entanto devido à pandemia o festival Eurovisão foi cancelado.
Em 2021, Portugal é representado pela banda The Black Mamba com a canção "Love is On My Side", sendo a primeira vez que Portugal apresenta uma música totalmente em inglês. Portugal atuou na segunda semifinal onde acabou num honroso 4º lugar com 239 pontos passando assim à grande final. Na votação final dos júris, Portugal ficaria em 7º lugar. Já quando apurados e somados os votos do júri e do televoto, Portugal terminou em 12º lugar com 153 pontos. 
Em 2022, Portugal é representado por MARO com a canção "Saudade, saudade" cantada em inglês e português. Atuou na primeira semifinal onde acabou num honroso 4º lugar com 204 pontos, passando à grande final. Na grande final, apurados os votos dos júris de todos os países, Portugal ficaria em 5º lugar. Quando apurados e somados os votos do júri e do televoto, Portugal terminou num honroso 9.º lugar com 207 pontos, conquistando assim um lugar no top 10 de entre os 25 países que participaram na final.
Em 2023, Portugal é representado por Mimicat, com a canção "Ai Coração". Atuou na primeira semifinal, acabando em 9.º lugar, com 74 pontos, conseguindo assim, um lugar na grande final. Na grande final, após a contagem dos votos dos júris de todos os países, Portugal terminaria em 18.º lugar com 43 pontos. Quando apurados e somados os votos do júri e do televoto, Portugal terminou em 23.º lugar, com 59 pontos.
Em 2024, Portugal é representado por Iolanda, com a canção "Grito". Atuou na primeira semifinal, acabando em 8.º lugar, com 58 pontos, conseguindo assim, um lugar na grande final. Na grande final, após a contagem dos votos dos júris de todos os países, Portugal terminaria em 7.º lugar com 139 pontos. Quando apurados e somados os votos do júri e do televoto, Portugal terminou em 10.º lugar, com 152 pontos, conquistando assim um lugar no top 10 de entre os 25 países que participaram na final.

## Idiomas a concurso
| Idioma                                           | Vezes |
| ------------------------------------------------ | ----- |
| Português                                        | 53    |
| Português & inglês                               | 4     |
| Português & inglês & castelhano & francês        | 1     |
| Inglês                                           | 1     |
| Português & inglês & Italiano & francês & Alemão | 1     |

## Participações
Legenda
     Vencedor
     2.º lugar
     3.º lugar
     Pontuação Nula ("Null Points")/Último Lugar
     Melhor classificação (fora do top 3)
     Qualificação para a final (fora do top 3)
     País-anfitrião
     Desclassificado
| #   | Ano             | Artista            | Canção                                                                          | Língua                                        | Final                    | Pontos                   | Semi                        | Pontos                      |
| --- | --------------- | ------------------ | ------------------------------------------------------------------------------- | --------------------------------------------- | ------------------------ | ------------------------ | --------------------------- | --------------------------- |
| 1º  | Copenhaga 1964  | António Calvário   | "Oração"                                                                        | Português                                     | 13º                      | 0                        | Sem semi-finais             | Sem semi-finais             |
| 2º  | Nápoles 1965    | Simone de Oliveira | "Sol de Inverno"                                                                | Português                                     | 13º                      | 1                        | Sem semi-finais             | Sem semi-finais             |
| 3º  | Luxemburgo 1966 | Madalena Iglesias  | "Ele e ela"                                                                     | Português                                     | 13º                      | 6                        | Sem semi-finais             | Sem semi-finais             |
| 4º  | Viena 1967      | Eduardo Nascimento | "O Vento Mudou"                                                                 | Português                                     | 12º                      | 3                        | Sem semi-finais             | Sem semi-finais             |
| 5º  | Londres 1968    | Carlos Mendes      | "Verão"                                                                         | Português                                     | 11º                      | 5                        | Sem semi-finais             | Sem semi-finais             |
| 6º  | Madrid 1969     | Simone de Oliveira | "Desfolhada Portuguesa"                                                         | Português                                     | 15º                      | 4                        | Sem semi-finais             | Sem semi-finais             |
|     | Amesterdão 1970 | Não participou     | Não participou                                                                  | Não participou                                | Não participou           | Não participou           | Sem semi-finais             | Sem semi-finais             |
| 7º  | Dublin 1971     | Tonicha            | "Menina do Alto da Serra"                                                       | Português                                     | 9º                       | 83                       | Sem semi-finais             | Sem semi-finais             |
| 8º  | Edinburgo 1972  | Carlos Mendes      | "A Festa da Vida"                                                               | Português                                     | 7º                       | 90                       | Sem semi-finais             | Sem semi-finais             |
| 9º  | Luxemburgo 1973 | Fernando Tordo     | "Tourada"                                                                       | Português                                     | 10º                      | 80                       | Sem semi-finais             | Sem semi-finais             |
| 10º | Brighton 1974   | Paulo de Carvalho  | "E Depois do Adeus"                                                             | Português                                     | 14º                      | 3                        | Sem semi-finais             | Sem semi-finais             |
| 11º | Estocolmo 1975  | Duarte Mendes      | "Madrugada"                                                                     | Português                                     | 16º                      | 16                       | Sem semi-finais             | Sem semi-finais             |
| 12º | Haia 1976       | Carlos do Carmo    | "Uma Flor de Verde Pinho"                                                       | Português                                     | 12º                      | 24                       | Sem semi-finais             | Sem semi-finais             |
| 13º | Londres 1977    | Os Amigos          | "Portugal no Coração"                                                           | Português                                     | 14º                      | 18                       | Sem semi-finais             | Sem semi-finais             |
| 14º | Paris 1978      | Gemini             | "Dai-li-dou"                                                                    | Português                                     | 17º                      | 5                        | Sem semi-finais             | Sem semi-finais             |
| 15º | Jerusalém 1979  | Manuela Bravo      | "Sobe, sobe, balão sobe"                                                        | Português                                     | 9º                       | 68                       | Sem semi-finais             | Sem semi-finais             |
| 16º | Haia 1980       | José Cid           | "Um grande, grande amor"                                                        | Português, Italiano, Francês, Alemão & Inglês | 7º                       | 71                       | Sem semi-finais             | Sem semi-finais             |
| 17º | Dublin 1981     | Carlos Paião       | "Playback"                                                                      | Português                                     | 18º                      | 9                        | Sem semi-finais             | Sem semi-finais             |
| 18º | Harrogate 1982  | Doce               | "Bem bom"                                                                       | Português                                     | 13º                      | 32                       | Sem semi-finais             | Sem semi-finais             |
| 19º | Munique 1983    | Armando Gama       | "Esta balada que te dou"                                                        | Português                                     | 13º                      | 33                       | Sem semi-finais             | Sem semi-finais             |
| 20º | Luxemburgo 1984 | Maria Guinot       | "Silêncio e tanta gente"                                                        | Português                                     | 11º                      | 38                       | Sem semi-finais             | Sem semi-finais             |
| 21º | Gotemburgo 1985 | Adelaide Ferreira  | "Penso em ti, eu sei"                                                           | Português                                     | 18º                      | 9                        | Sem semi-finais             | Sem semi-finais             |
| 22º | Bergen 1986     | Dora               | "Não sejas mau para mim"                                                        | Português                                     | 14º                      | 28                       | Sem semi-finais             | Sem semi-finais             |
| 23º | Bruxelas 1987   | Nevada             | "Neste barco à vela"                                                            | Português                                     | 18º                      | 15                       | Sem semi-finais             | Sem semi-finais             |
| 24º | Dublin 1988     | Dora               | "Voltarei"                                                                      | Português                                     | 18º                      | 5                        | Sem semi-finais             | Sem semi-finais             |
| 25º | Lausanne 1989   | Da Vinci           | "Conquistador"                                                                  | Português                                     | 16º                      | 39                       | Sem semi-finais             | Sem semi-finais             |
| 26º | Zagreb 1990     | Nucha              | "Há sempre alguém"                                                              | Português                                     | 20º                      | 9                        | Sem semi-finais             | Sem semi-finais             |
| 27º | Roma 1991       | Dulce Pontes       | "Lusitana Paixão"                                                               | Português                                     | 8º                       | 62                       | Sem semi-finais             | Sem semi-finais             |
| 28º | Malmö 1992      | Dina               | "Amor D'Água Fresca"                                                            | Português                                     | 17º                      | 26                       | Sem semi-finais             | Sem semi-finais             |
| 29º | Millstreet 1993 | Anabela            | "A cidade (até ser dia)"                                                        | Português                                     | 10º                      | 60                       | Kvalifikacija za Millstreet | Kvalifikacija za Millstreet |
| 30º | Dublin 1994     | Sara Tavares       | "Chamar a música"                                                               | Português                                     | 8º                       | 73                       | Sem semi-finais             | Sem semi-finais             |
| 31º | Dublin 1995     | Tó Cruz            | "Baunilha e chocolate"                                                          | Português                                     | 21º                      | 5                        | Sem semi-finais             | Sem semi-finais             |
| 32º | Oslo 1996       | Lúcia Moniz        | "O meu coração não tem cor"                                                     | Português                                     | 6º                       | 92                       | 18º                         | 32                          |
| 33º | Dublin 1997     | Célia Lawson       | "Antes do adeus"                                                                | Português                                     | 24º                      | 0                        | Sem semi-finais             | Sem semi-finais             |
| 34º | Birmingham 1998 | Alma Lusa          | "Se eu te pudesse abraçar"                                                      | Português                                     | 12º                      | 36                       | Sem semi-finais             | Sem semi-finais             |
| 35º | Jerusalém 1999  | Rui Bandeira       | "Como tudo começou"                                                             | Português                                     | 21º                      | 12                       | Sem semi-finais             | Sem semi-finais             |
|     | Estocolmo 2000  | Não participou     | Não participou                                                                  | Não participou                                | Não participou           | Não participou           | Sem semi-finais             | Sem semi-finais             |
| 36º | Copenhaga 2001  | MTM                | "Só sei ser feliz assim"                                                        | Português                                     | 17º                      | 18                       | Sem semi-finais             | Sem semi-finais             |
|     | Tallinn 2002    | Não participou     | Não participou                                                                  | Não participou                                | Não participou           | Não participou           | Sem semi-finais             | Sem semi-finais             |
| 37º | Riga 2003       | Rita Guerra        | "Deixa-me sonhar (só mais uma vez)"                                             | Português & Inglês                            | 22º                      | 13                       | Sem semi-finais             | Sem semi-finais             |
| 38º | Istambul 2004   | Sofia Vitória      | "Foi Magia"                                                                     | Português                                     | Não se qualificou        | Não se qualificou        | 15º                         | 38                          |
| 39º | Quieve 2005     | 2B                 | "Amar"                                                                          | Português & Inglês                            | Não se qualificou        | Não se qualificou        | 17º                         | 51                          |
| 40º | Atenas 2006     | Nonstop            | "Coisas De Nada (Gonna Make You Dance)" Coisas De Nada (Eu vou te fazer dançar) | Português & Inglês                            | Não se qualificou        | Não se qualificou        | 19º                         | 26                          |
| 41º | Helsínquia 2007 | Sabrina            | "Dança Comigo (Vem Ser Feliz)"                                                  | Português, Inglês, Francês & Espanhol         | Não se qualificou        | Não se qualificou        | 11º                         | 88                          |
| 42º | Belgrado 2008   | Vânia Fernandes    | "Senhora do Mar (Negras Águas)"                                                 | Português                                     | 13º                      | 69                       | 2º                          | 120                         |
| 43º | Moscovo 2009    | Flor-de-Lis        | "Todas as Ruas do Amor"                                                         | Português                                     | 15º                      | 57                       | 8º                          | 70                          |
| 44º | Oslo 2010       | Filipa Azevedo     | "Há Dias Assim"                                                                 | Português                                     | 18º                      | 43                       | 4º                          | 89                          |
| 45º | Düsseldorf 2011 | Homens da Luta     | "A Luta é Alegria"                                                              | Português                                     | Não se qualificou        | Não se qualificou        | 18º                         | 22                          |
| 46º | Baku 2012       | Filipa Sousa       | "Vida Minha"                                                                    | Português                                     | Não se qualificou        | Não se qualificou        | 13º                         | 39                          |
|     | Malmö 2013      | Não participou     | Não participou                                                                  | Não participou                                | Não participou           | Não participou           | Não participou              | Não participou              |
| 47º | Copenhaga 2014  | Suzy               | "Quero ser tua"                                                                 | Português                                     | Não se qualificou        | Não se qualificou        | 11º                         | 39                          |
| 48º | Viena 2015      | Leonor Andrade     | "Há um mar que nos separa"                                                      | Português                                     | Não se qualificou        | Não se qualificou        | 14º                         | 19                          |
|     | Estocolmo 2016  | Não participou     | Não participou                                                                  | Não participou                                | Não participou           | Não participou           | Não participou              | Não participou              |
| 49º | Quieve 2017     | Salvador Sobral    | "Amar pelos dois"                                                               | Português                                     | 1º                       | 758                      | 1º                          | 370                         |
| 50º | Lisboa 2018     | Cláudia Pascoal    | "O Jardim"                                                                      | Português                                     | 26º                      | 39                       | País anfitrião              | País anfitrião              |
| 51º | Tel Aviv 2019   | Conan Osíris       | "Telemóveis"                                                                    | Português                                     | Não se qualificou        | Não se qualificou        | 15º                         | 51                          |
|     | Roterdão 2020   | Elisa              | "Medo de sentir"                                                                | Português                                     | A edição não se realizou | A edição não se realizou | A edição não se realizou    | A edição não se realizou    |
| 52º | Roterdão 2021   | The Black Mamba    | "Love is On My Side" O Amor Está do Meu Lado                                    | Inglês                                        | 12º                      | 153                      | 4º                          | 239                         |
| 53º | Turim 2022      | Maro               | "Saudade, saudade"                                                              | Inglês & Português                            | 9º                       | 207                      | 4°                          | 208                         |
| 54º | Liverpool 2023  | Mimicat            | "Ai Coração"                                                                    | Português                                     | 23º                      | 59                       | 9º                          | 74                          |
| 55º | Malmo 2024      | Iolanda            | "Grito"                                                                         | Português                                     | 10º                      | 152                      | 8º                          | 58                          |
| 56º | Basileia 2025   | NAPA               | "Deslocado"                                                                     | Português                                     | 21°                      | 50                       | 9°                          | 56                          |

| Ano             | Artista         | Canção                     | Final             | Final             | Final             | Final             | Final             | Final             | Semi            | Semi            | Semi            | Semi            | Semi           | Semi           |
| Ano             | Artista         | Canção                     | Tlv.              | Pontos            | Júri              | Pontos            | Cl.               | Pontos            | Tlv.            | Pontos          | Júri            | Pontos          | Cl.            | Pontos         |
| --------------- | --------------- | -------------------------- | ----------------- | ----------------- | ----------------- | ----------------- | ----------------- | ----------------- | --------------- | --------------- | --------------- | --------------- | -------------- | -------------- |
| Moscovo 2009    | Flor-de-Lis     | "Todas as Ruas do Amor"    | 18º               | 45                | 18º               | 64                | 15º               | 57                | Apenas televoto | Apenas televoto | Apenas televoto | Apenas televoto | 8º             | 70             |
| Oslo 2010       | Filipa Azevedo  | "Há Dias Assim"            | 20º               | 24                | 13º               | 69                | 18º               | 43                | 9º              | 58              | 2º              | 107             | 4º             | 89             |
| Düsseldorf 2011 | Homens da Luta  | "A Luta é Alegria"         | Não se qualificou | Não se qualificou | Não se qualificou | Não se qualificou | Não se qualificou | Não se qualificou | 15º             | 39              | 19º             | 6               | 18º            | 22             |
| Baku 2012       | Filipa Sousa    | "Vida Minha"               | Não se qualificou | Não se qualificou | Não se qualificou | Não se qualificou | Não se qualificou | Não se qualificou | 13º             | 37              | 12º             | 49              | 13º            | 39             |
| Copenhaga 2014  | Suzy            | "Quero ser tua"            | Não se qualificou | Não se qualificou | Não se qualificou | Não se qualificou | Não se qualificou | Não se qualificou | 7º              | 72              | 16º             | 17              | 11º            | 39             |
| Viena 2015      | Leonor Andrade  | "Há um mar que nos separa" | Não se qualificou | Não se qualificou | Não se qualificou | Não se qualificou | Não se qualificou | Não se qualificou | 13º             | 24              | 13º             | 23              | 14º            | 19             |
| Quieve 2017     | Salvador Sobral | "Amar pelos dois"          | 1º                | 376               | 1º                | 382               | 1º                | 758               | 1º              | 197             | 1º              | 173             | 1º             | 370            |
| Lisboa 2018     | Cláudia Pascoal | "O Jardim"                 | 25º               | 18                | 25º               | 21                | 26º               | 39                | País anfitrião  | País anfitrião  | País anfitrião  | País anfitrião  | País anfitrião | País anfitrião |
| Tel Aviv 2019   | Conan Osíris    | "Telemóveis"               | Não se qualificou | Não se qualificou | Não se qualificou | Não se qualificou | Não se qualificou | Não se qualificou | 12º             | 43              | 17º             | 8               | 15º            | 51             |
| Roterdão 2021   | The Black Mamba | "Love is On My Side"       | 19º               | 27                | 7º                | 126               | 12º               | 153               | 5º              | 111             | 4º              | 128             | 4º             | 239            |
| Turim 2022      | Maro            | "Saudade, saudade"         | 15º               | 36                | 5º                | 171               | 9º                | 207               | 6º              | 87              | 4º              | 121             | 4°             | 208            |
| Liverpool 2023  | Mimicat         | "Ai Coração"               | 23º               | 16                | 18º               | 43                | 23º               | 59                | Apenas televoto | Apenas televoto | Apenas televoto | Apenas televoto | 9º             | 74             |
| Malmö 2024      | Iolanda         | "Grito"                    | 20º               | 13                | 7º                | 139               | 10º               | 152               | Apenas televoto | Apenas televoto | Apenas televoto | Apenas televoto | 8º             | 58             |
| Basileia 2025   | NAPA            | "Deslocado"                | 19°               | 37                | 21°               | 13                | 21°               | 50                | Apenas televoto | Apenas televoto | Apenas televoto | Apenas televoto | 9°             | 56             |

## Edições realizadas em Portugal

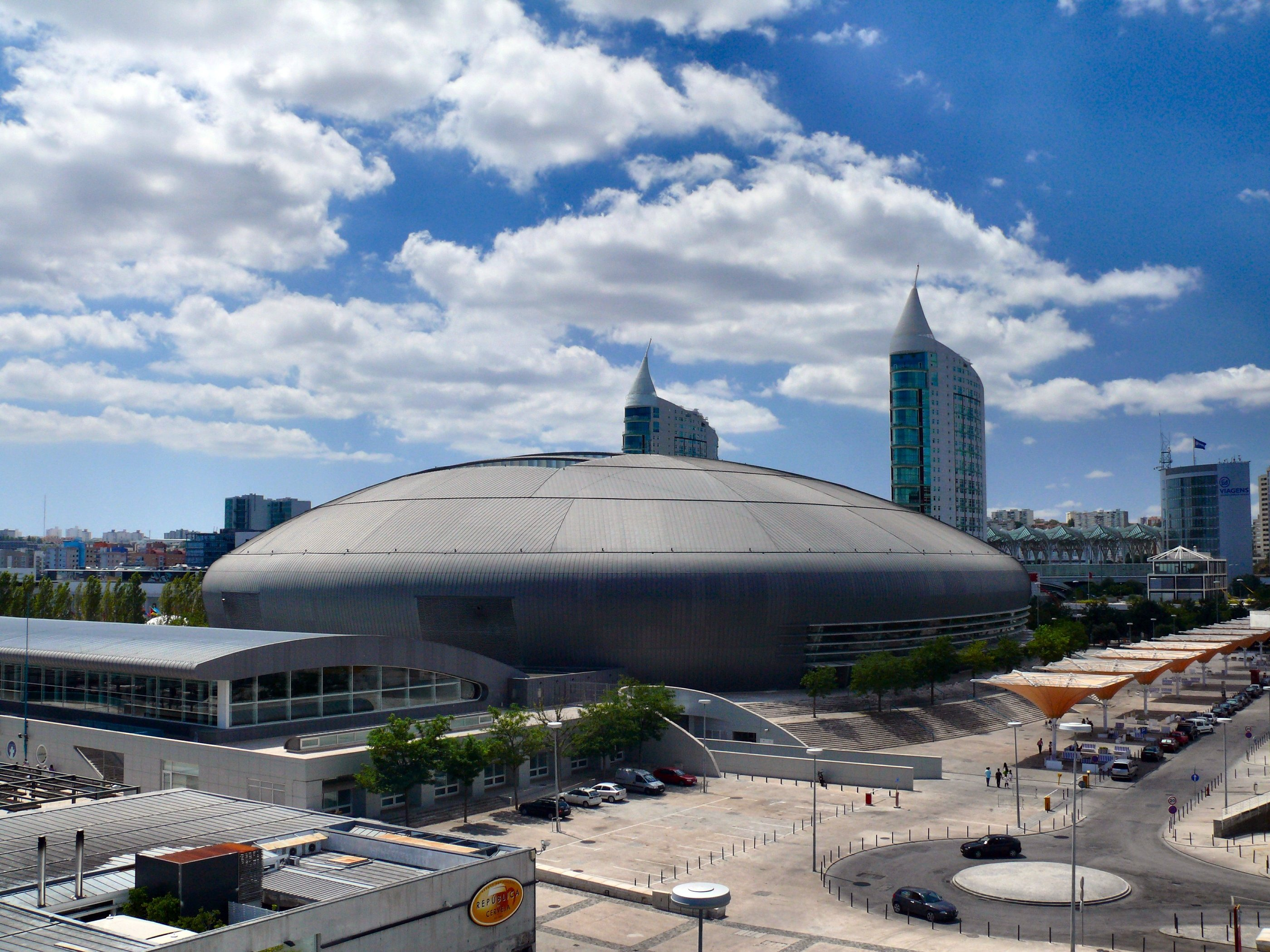
Altice Arena em Lisboa, sede do Festival Eurovisão da Canção 2018
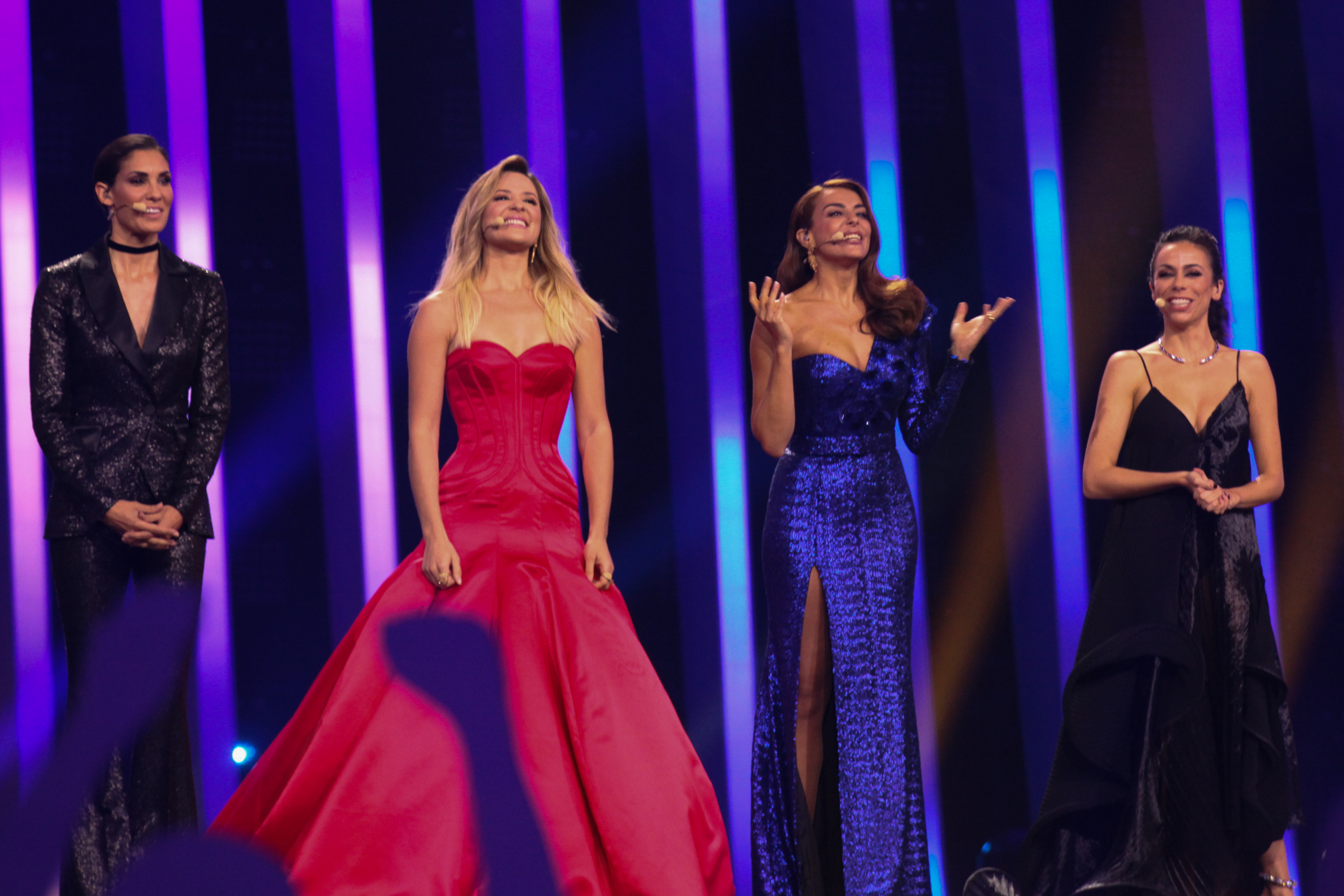
Apresentadoras do Festival Eurovisão da Canção 2018 na 1ª semifinal: Daniela Ruah, Sílvia Alberto, Catarina Furtado e Filomena Cautela
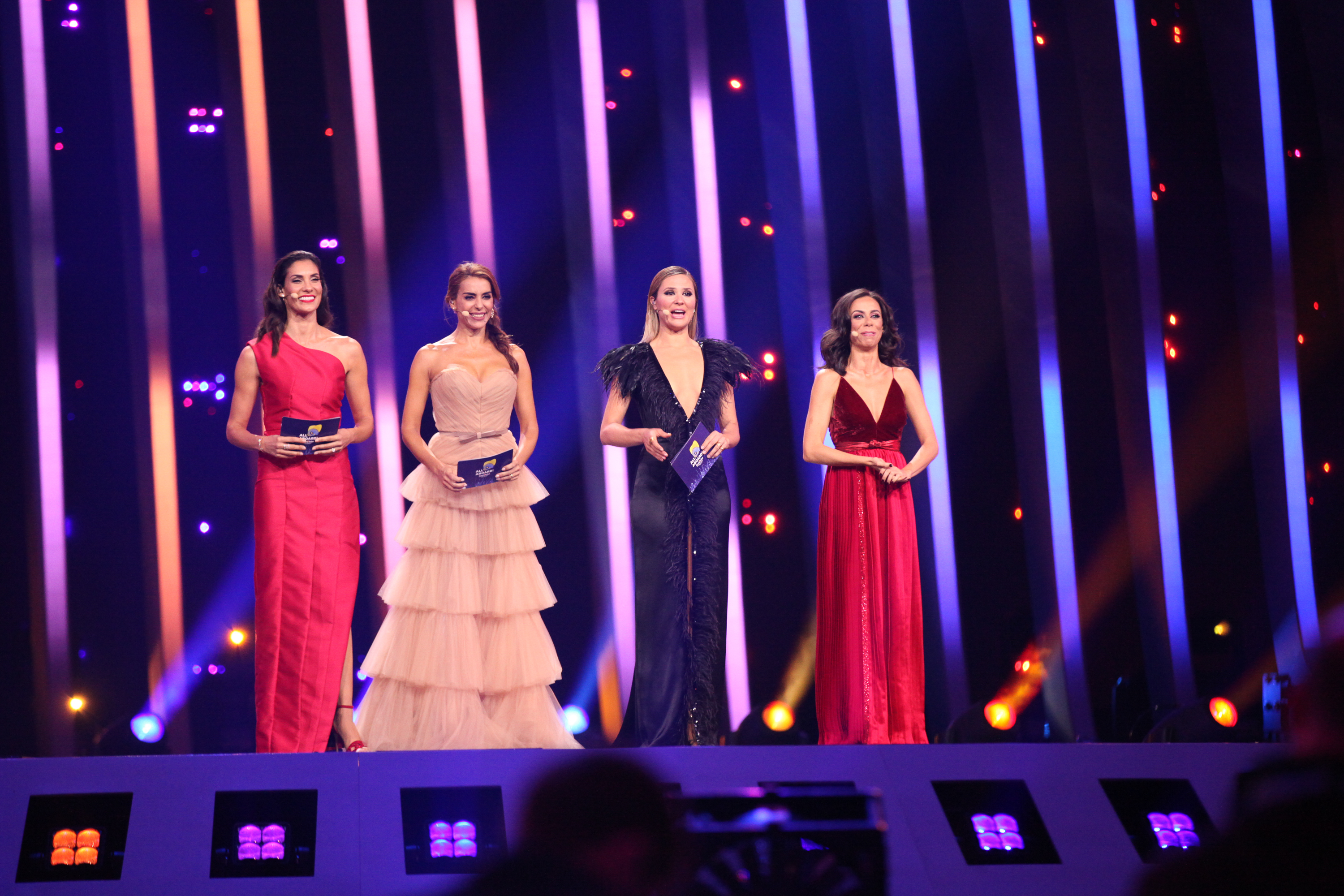
Apresentadoras do Festival Eurovisão da Canção 2018 na 2ª semifinal: Daniela Ruah, Sílvia Alberto, Catarina Furtado e Filomena Cautela
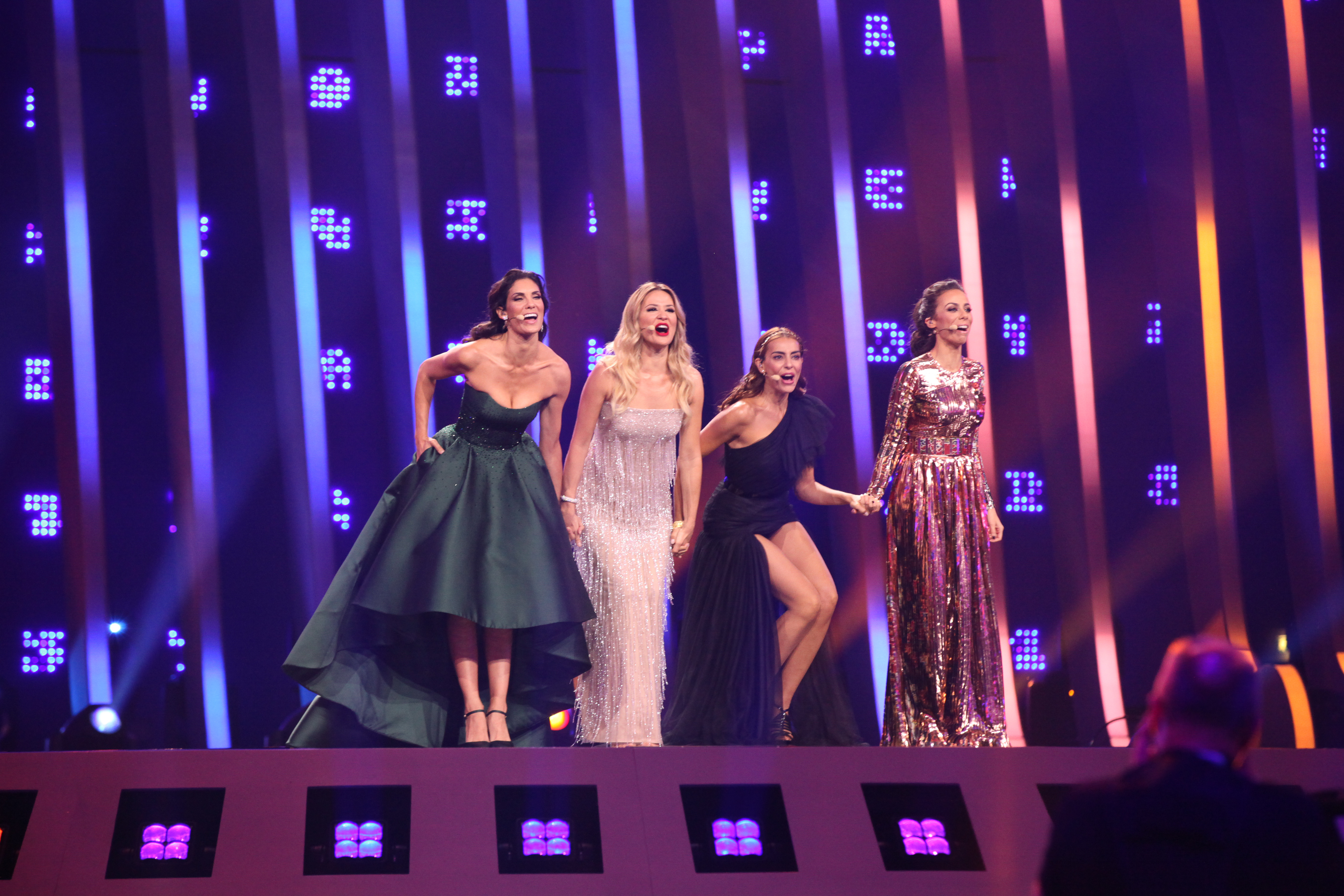
Apresentadoras do Festival Eurovisão da Canção 2018 na final: Daniela Ruah, Sílvia Alberto, Catarina Furtado e Filomena Cautela
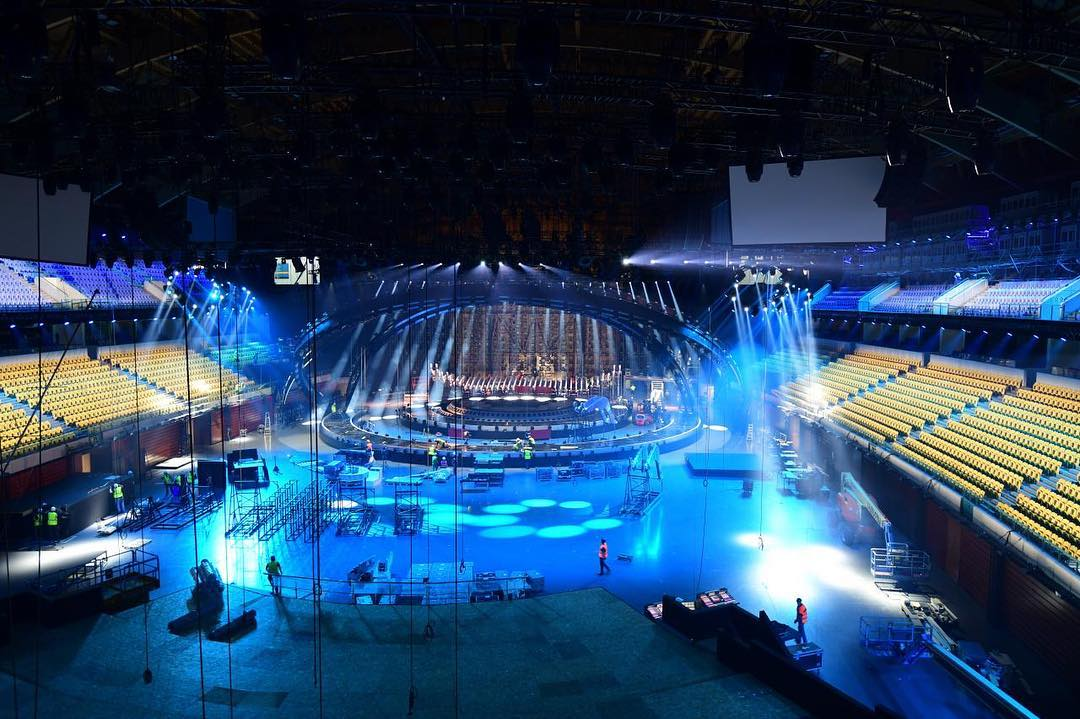
Palco do Festival Eurovisão da Canção 2018
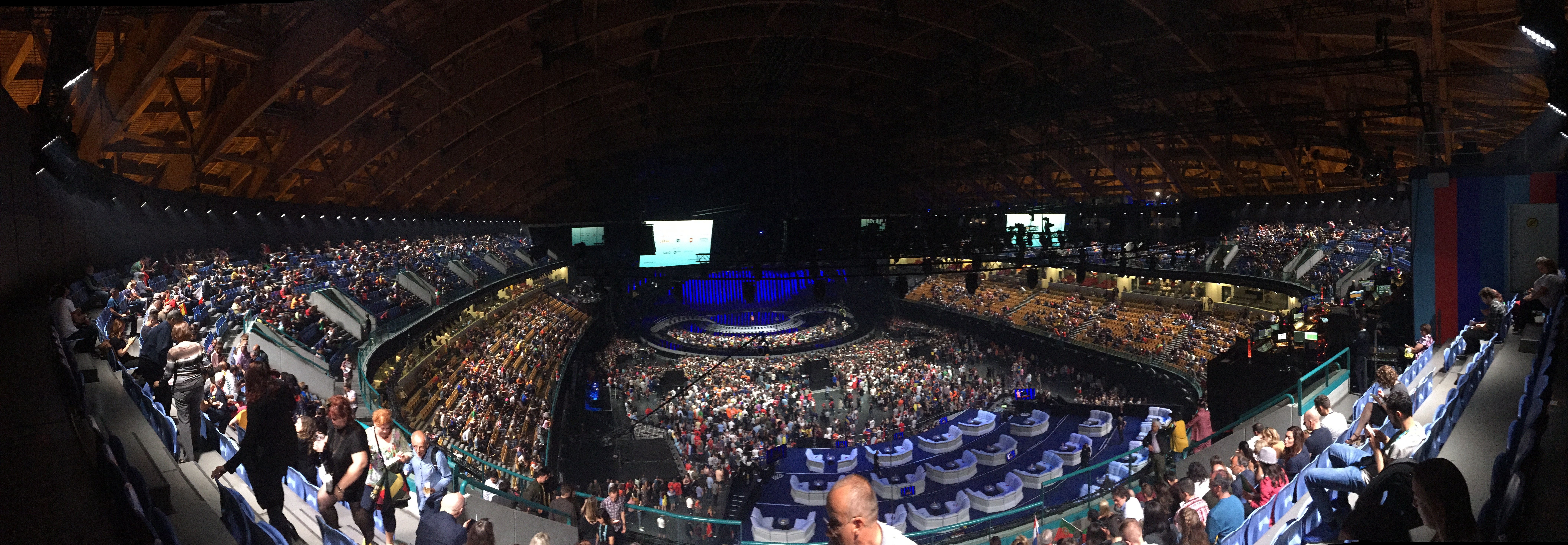
Palco do Festival Eurovisão da Canção 2018
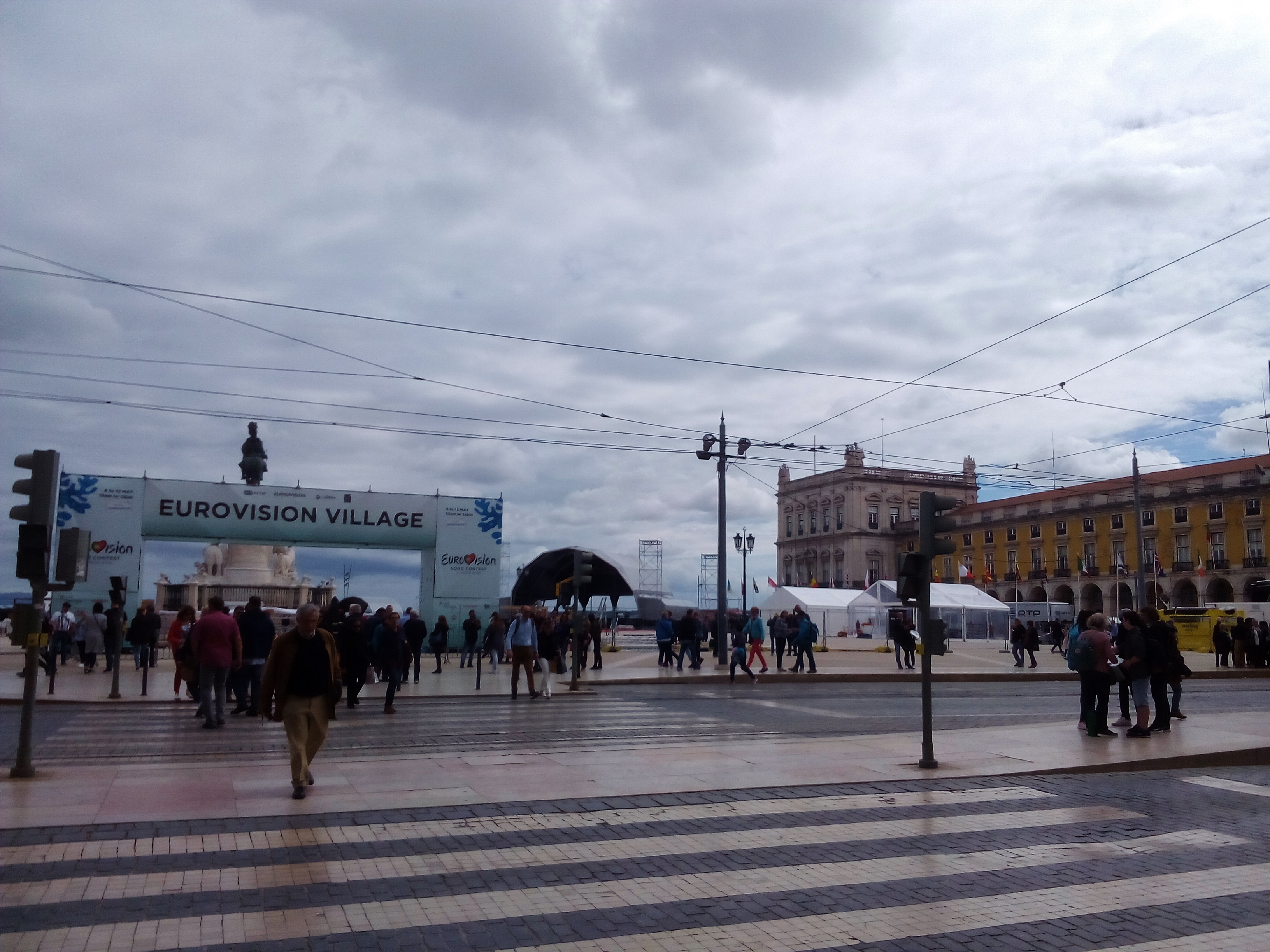
Eurovision Village do Festival Eurovisão da Canção 2018
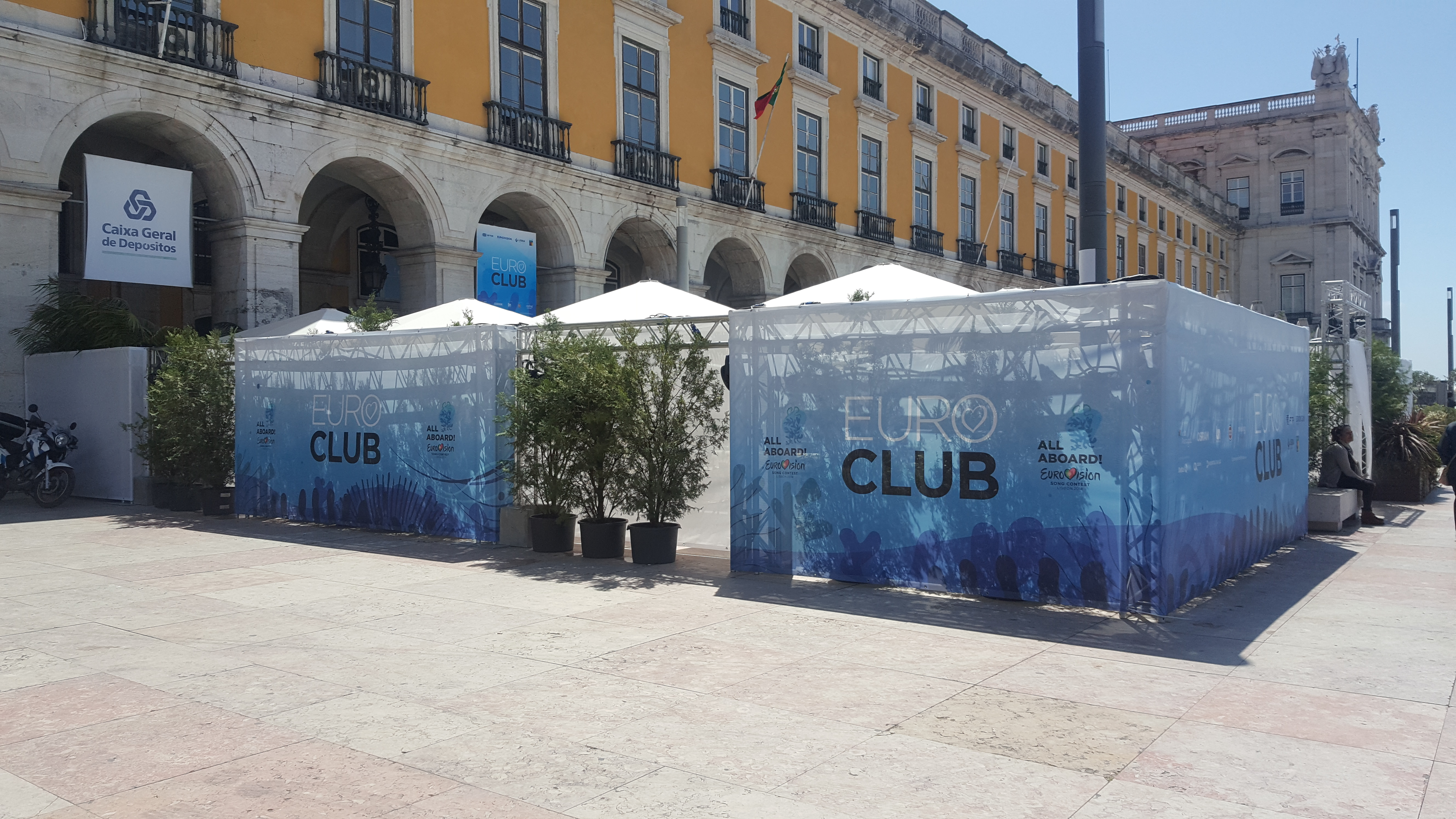
Euroclub do Festival Eurovisão da Canção 2018

| Ano  | Local  | Local        | Apresentador(es)                                                  |
| ---- | ------ | ------------ | ----------------------------------------------------------------- |
| 2018 | Lisboa | Altice Arena | Daniela Ruah, Sílvia Alberto, Catarina Furtado e Filomena Cautela |

## Comentadores e porta-vozes

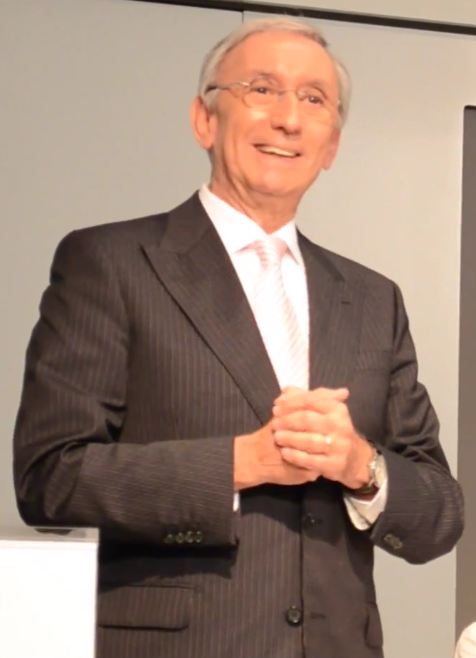
Júlio Isidro, comentador do Festival Eurovisão da Canção 1975
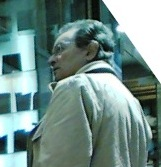
Eládio Clímaco, comentador do Festival Eurovisão da Canção 1976, 1978, 1980, 1981, 1983, 1985, 1992, 1994, 2000, 2001, 2002, 2004, 2005 e 2006, e porta-voz do Festival Eurovisão da Canção 1984
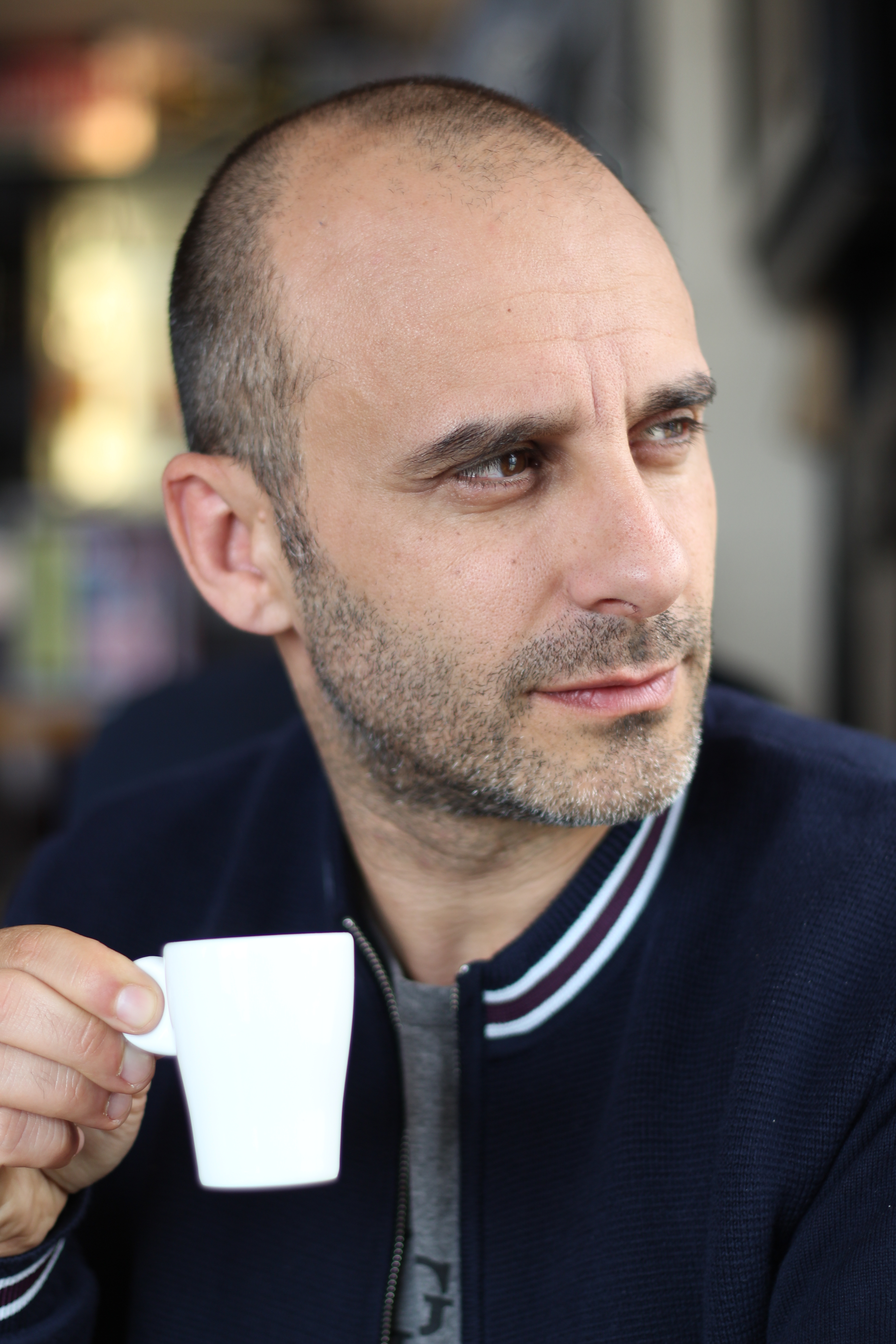
Rui Unas, comentador do Festival Eurovisão da Canção 1998 e 1999
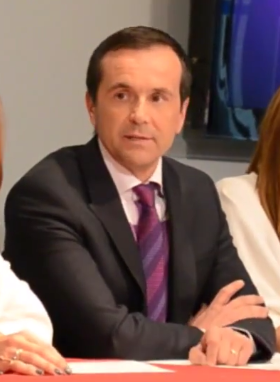
Jorge Gabriel, co-comentador do Festival Eurovisão da Canção 2007
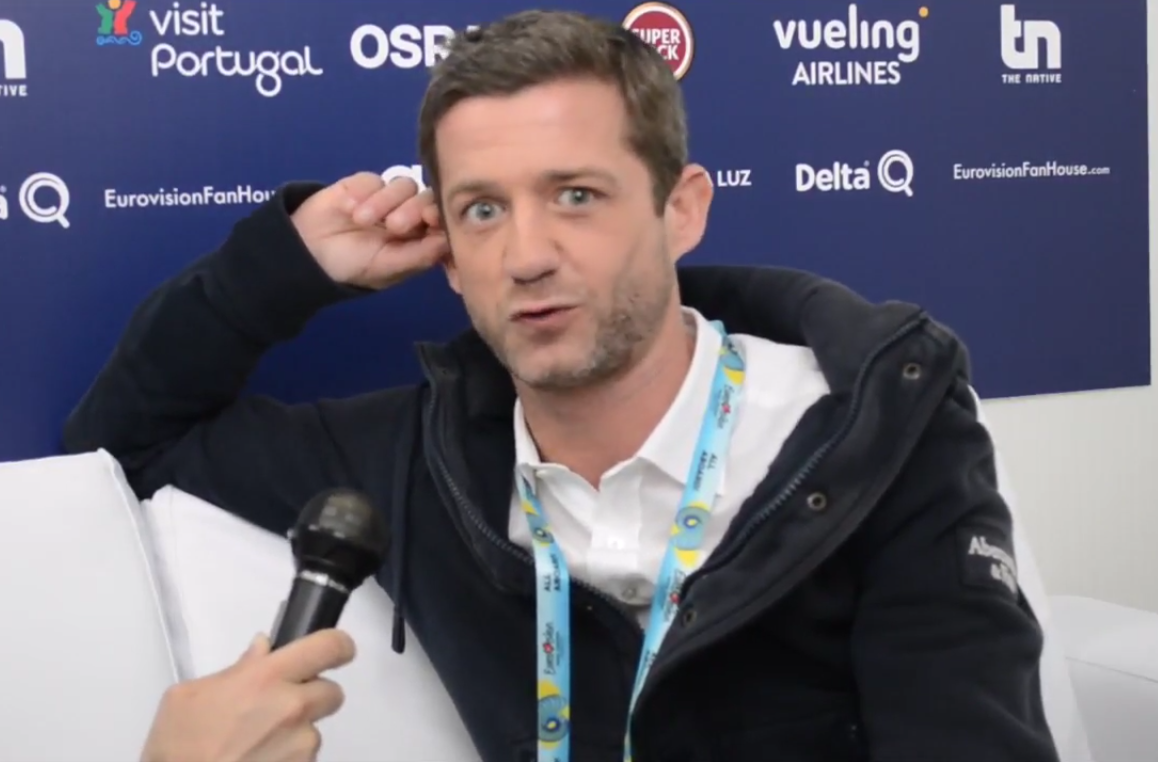
Pedro Granger, comentador do Festival Eurovisão da Canção 2012
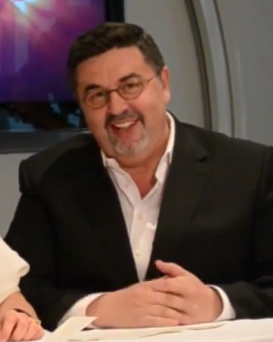
José Carlos Malato, comentador do Festival Eurovisão da Canção 2017
Amadeu Meireles, comentador de rádio do Festival Eurovisão da Canção 1976 e 1978
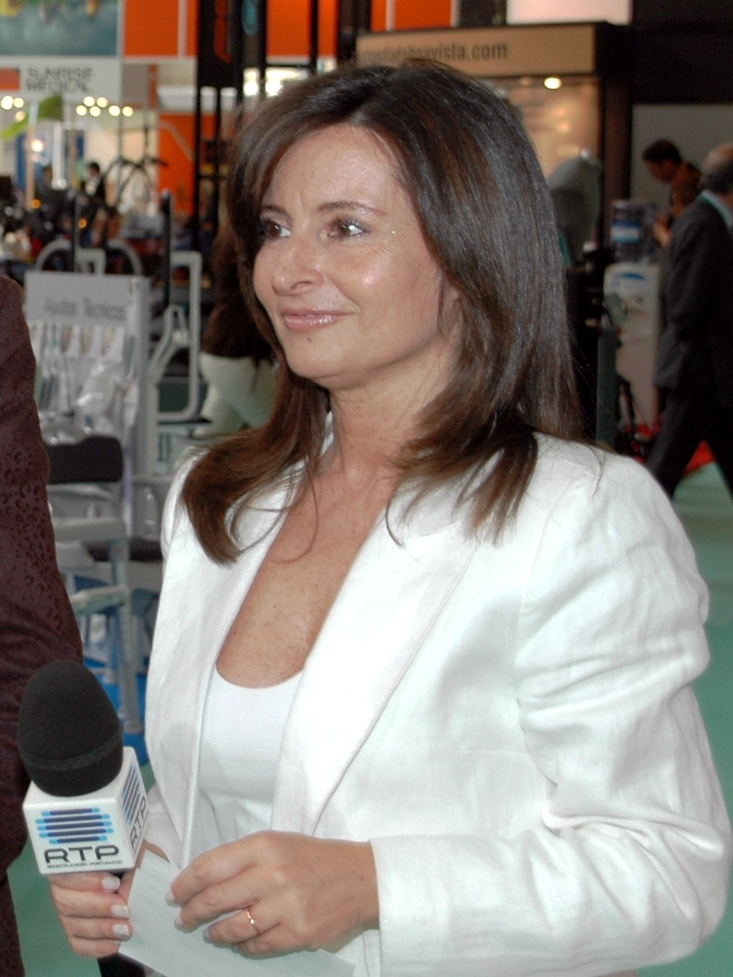
Serenella Andrade, porta-voz do Festival Eurovisão da Canção 1995
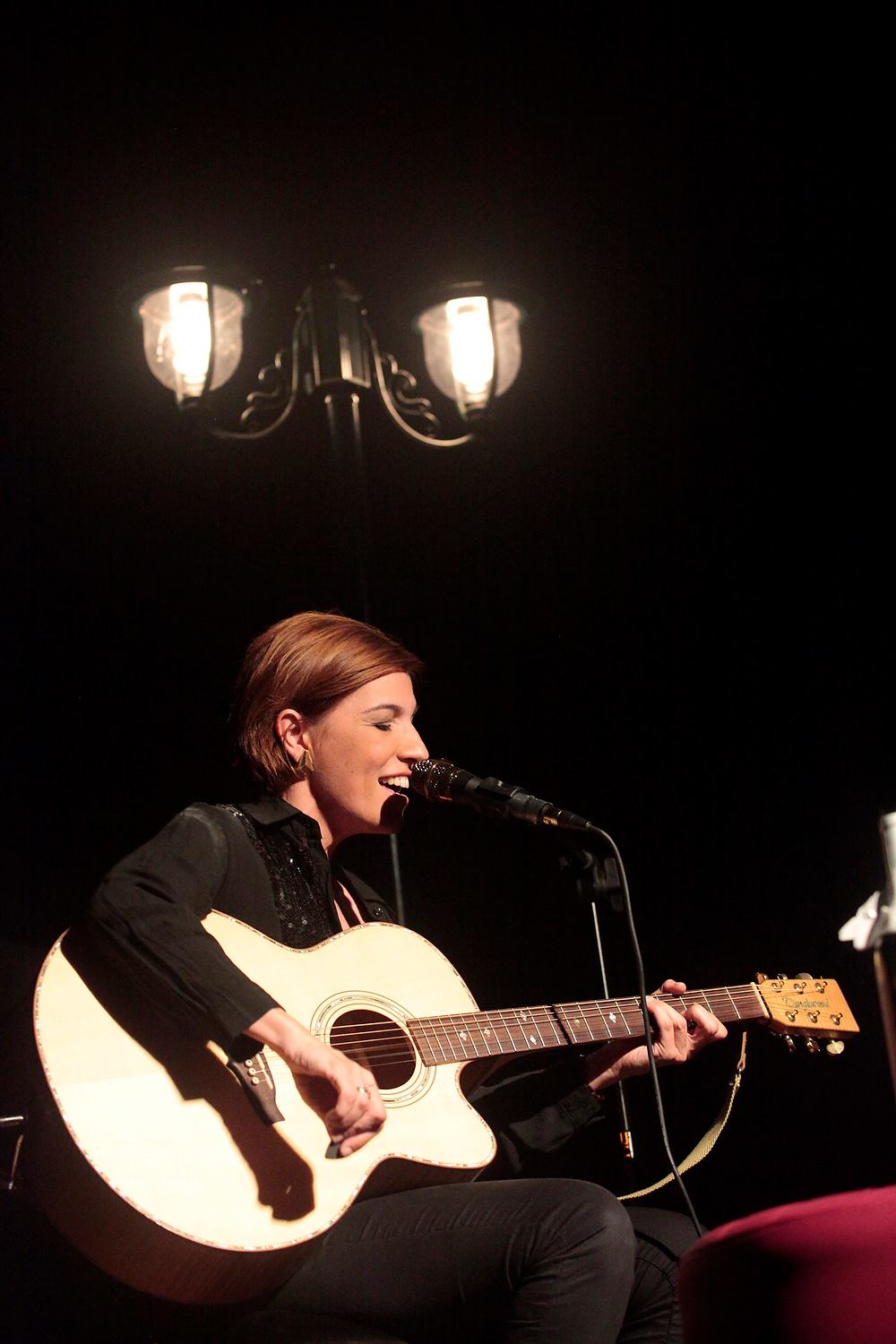
Lúcia Moniz, porta-voz do Festival Eurovisão da Canção 1998
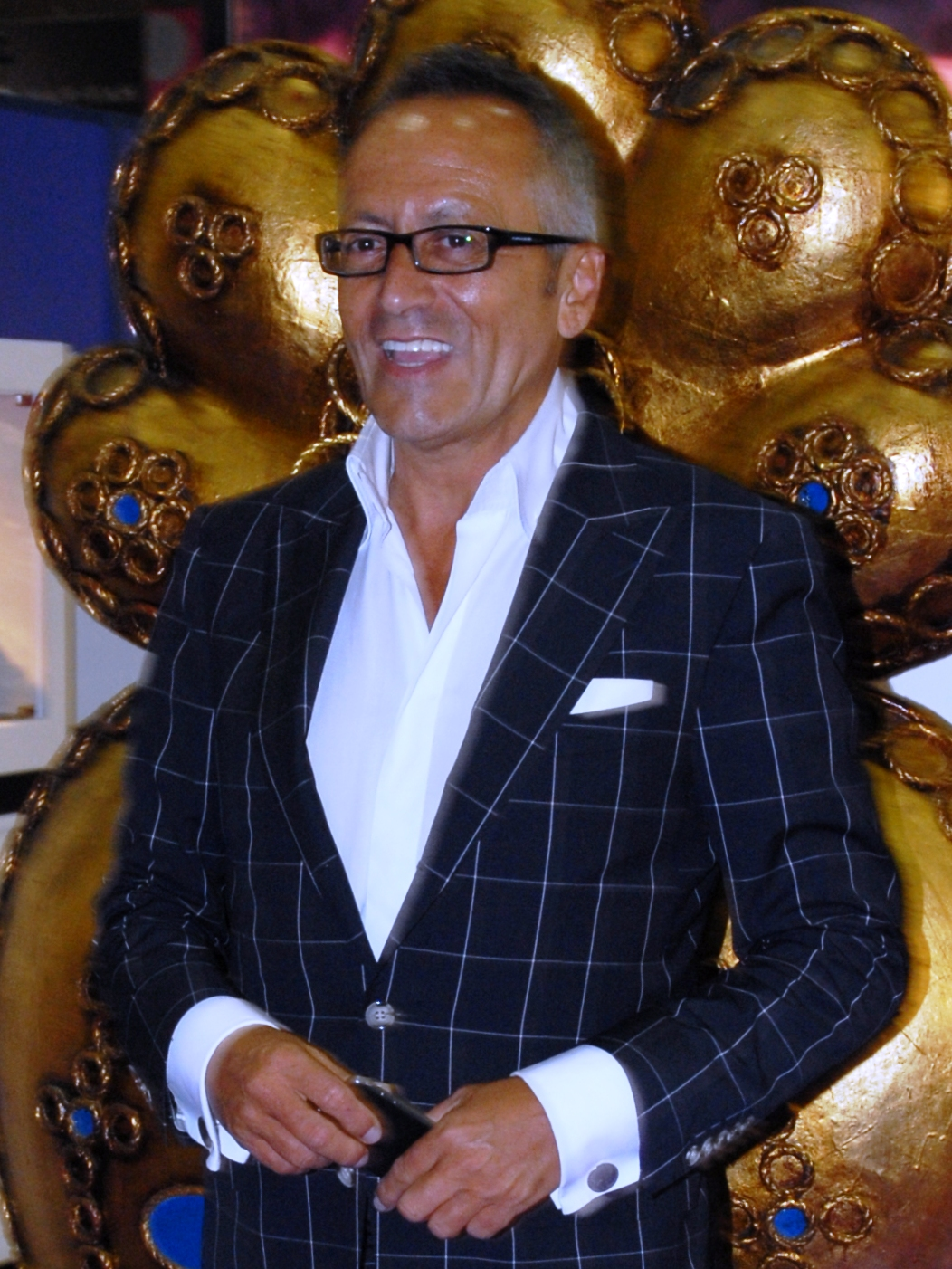
Manuel Luís Goucha, porta-voz do Festival Eurovisão da Canção 1999
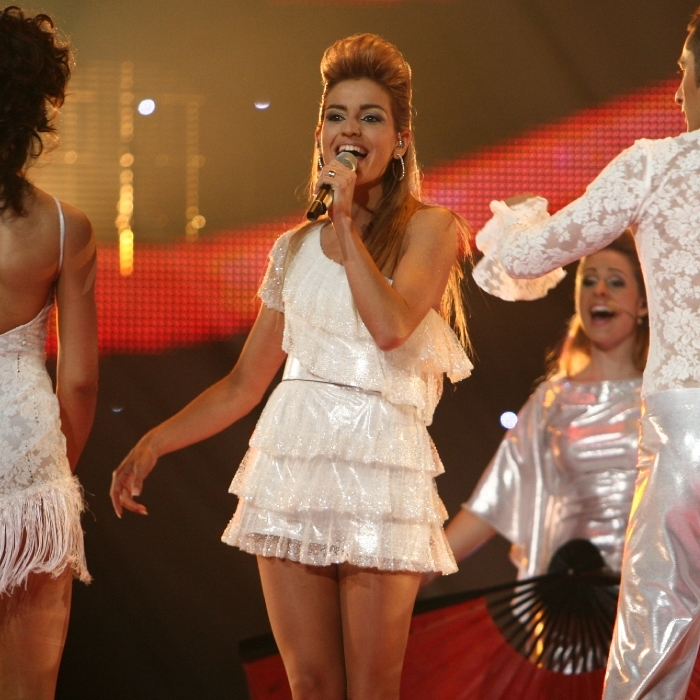
Sabrina, porta-voz do Festival Eurovisão da Canção
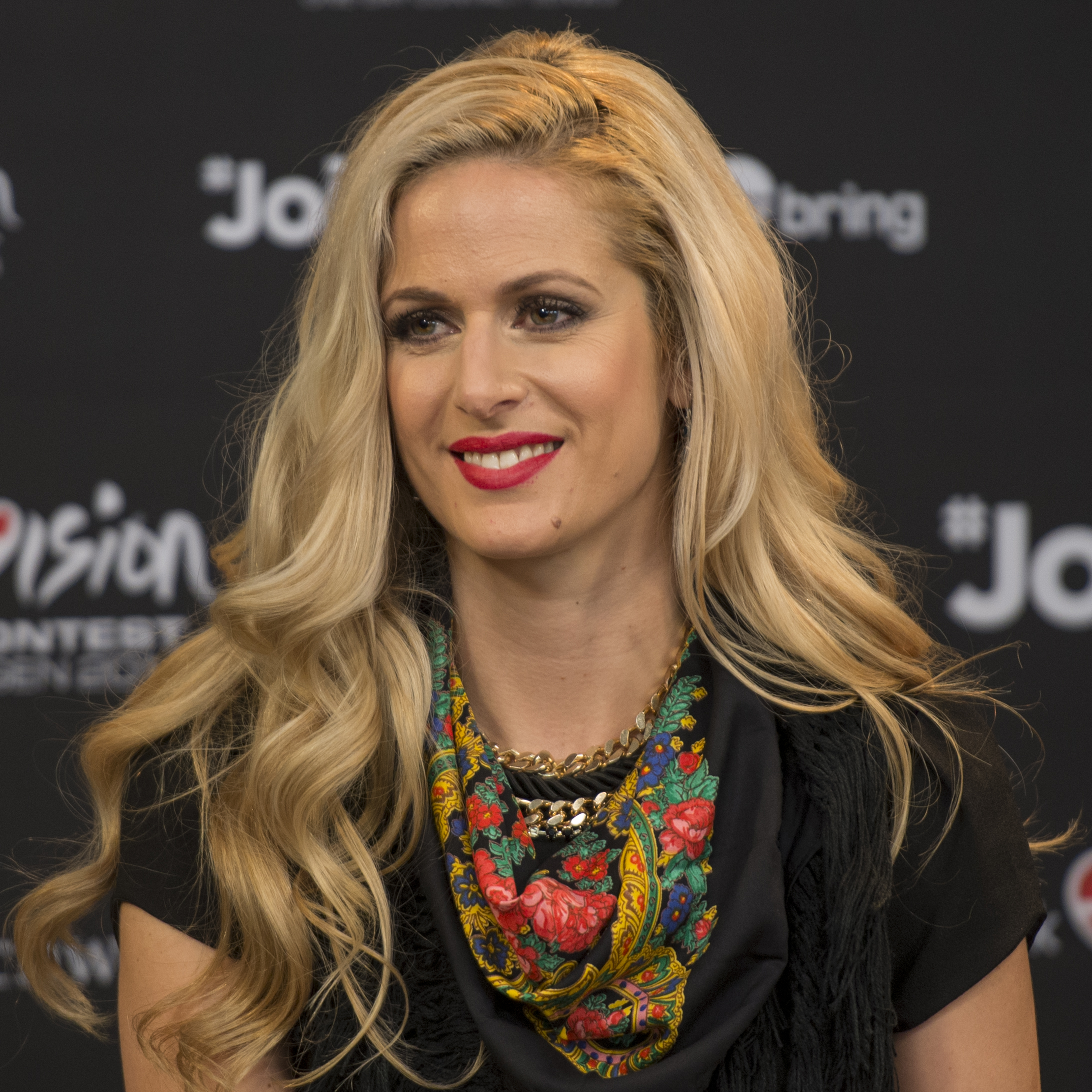
Suzy, porta-voz do Festival Eurovisão da Canção 2015
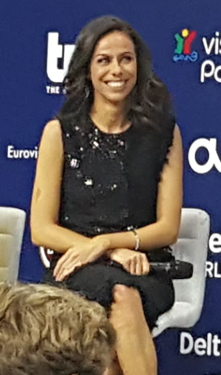
Filomena Cautela, porta-voz do Festival Eurovisão da Canção 2017
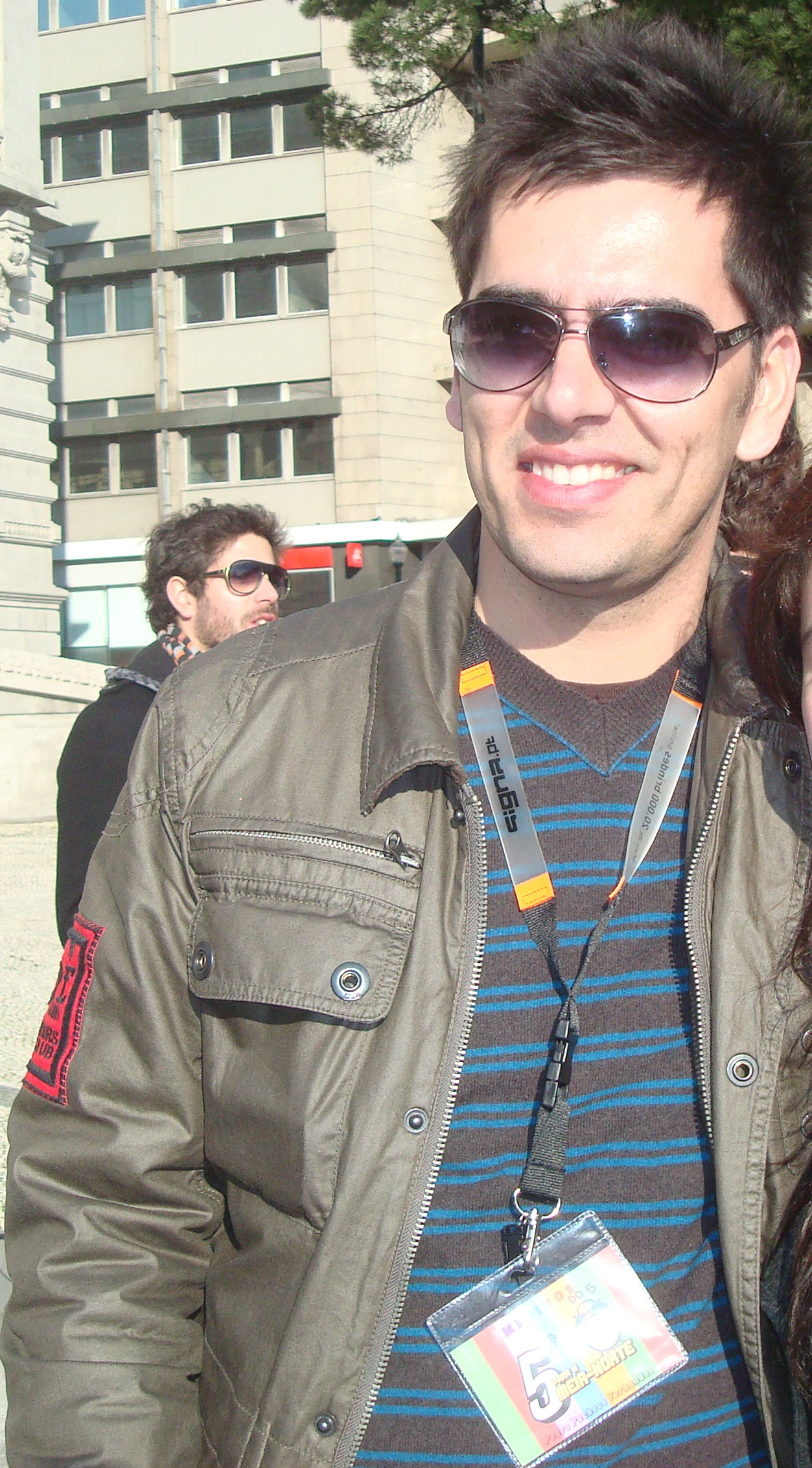
Pedro Fernandes, porta-voz do Festival Eurovisão da Canção 2018
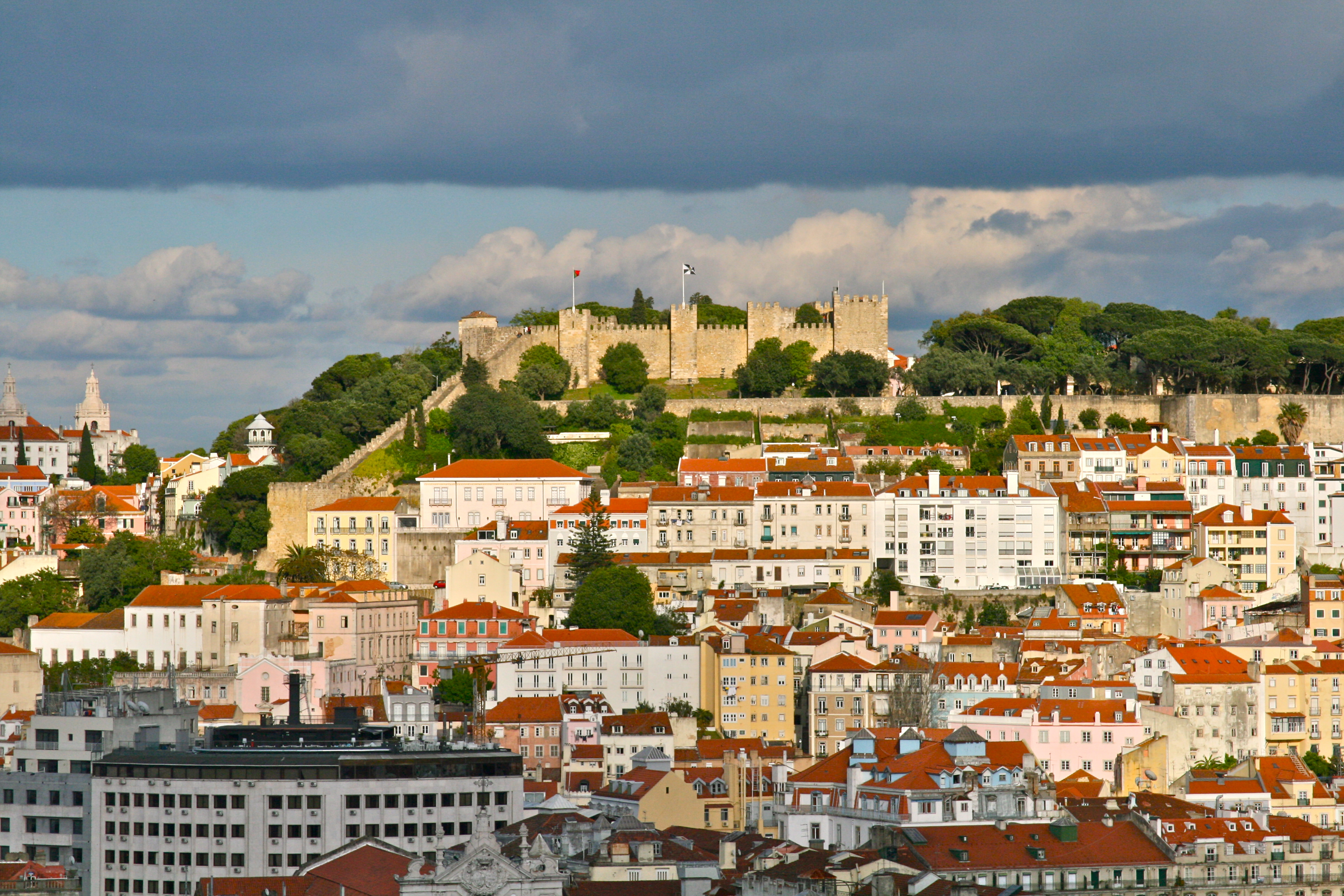
Castelo de São Jorge, pano de fundo do Festival Eurovisão da Canção 1994 e 1997
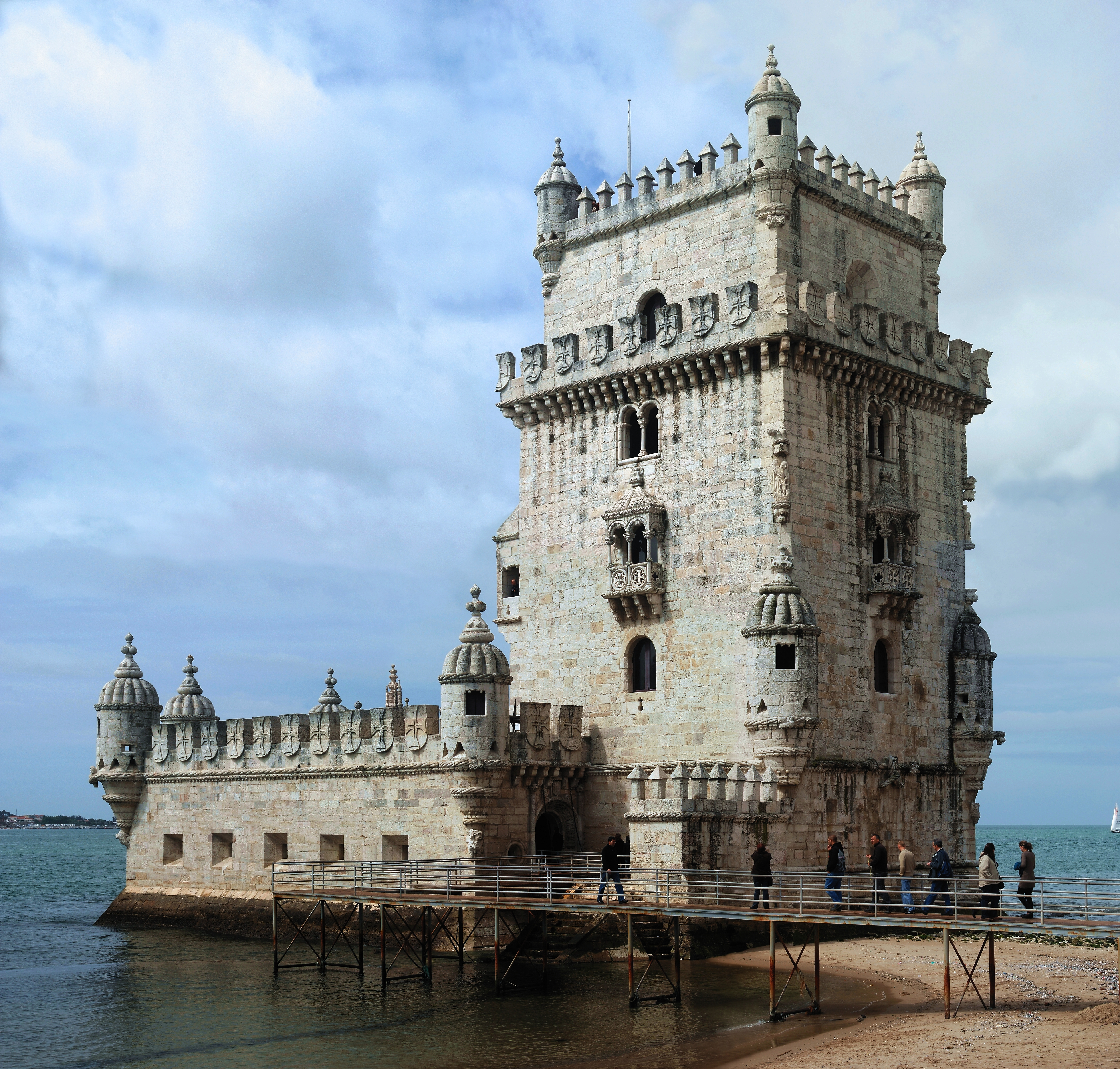
Torre de Belém, pano de fundo do Festival Eurovisão da Canção 1995
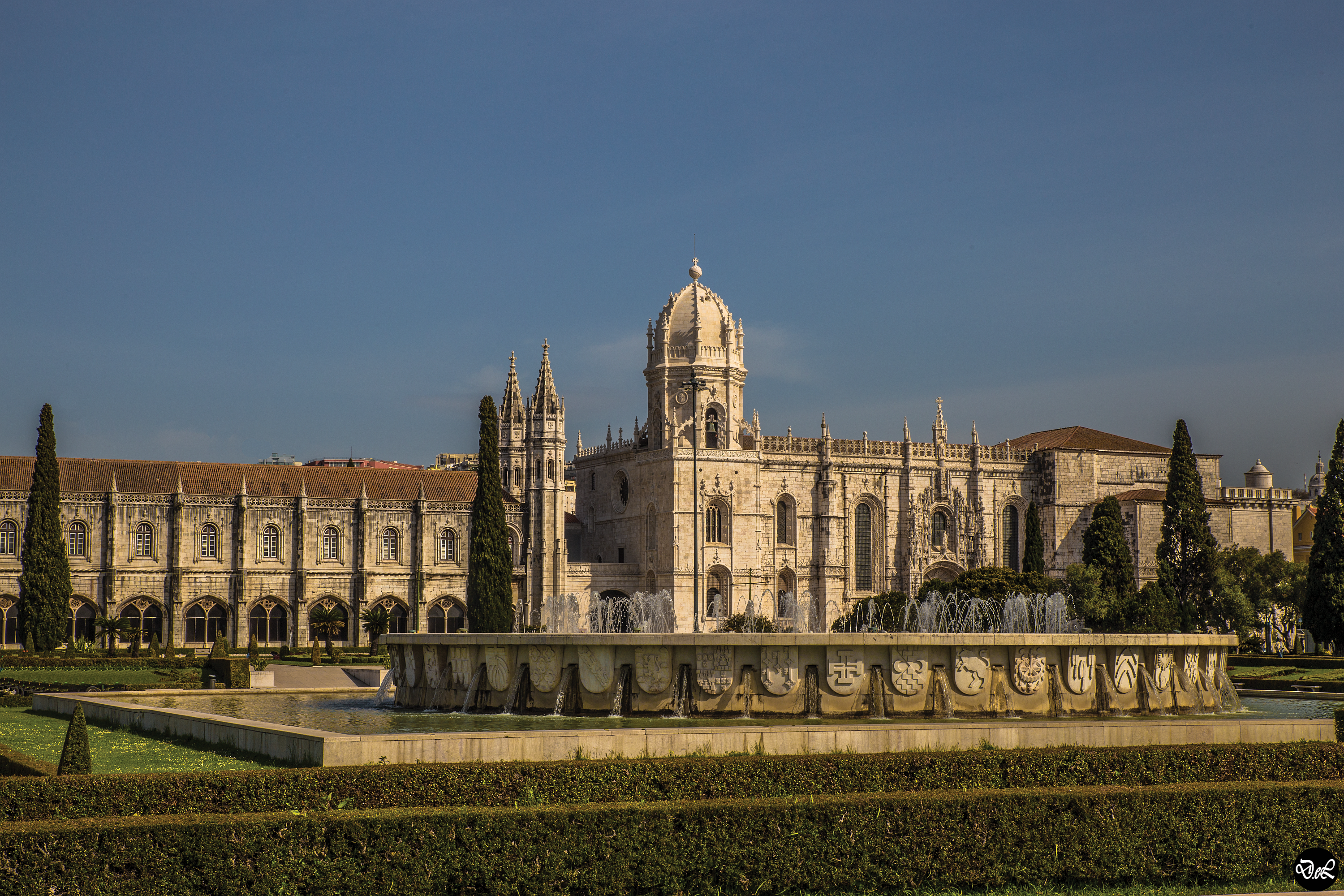
Mosteiro dos Jerónimos, pano de fundo do Festival Eurovisão da Canção 1996, 2011, 2012 e 2014
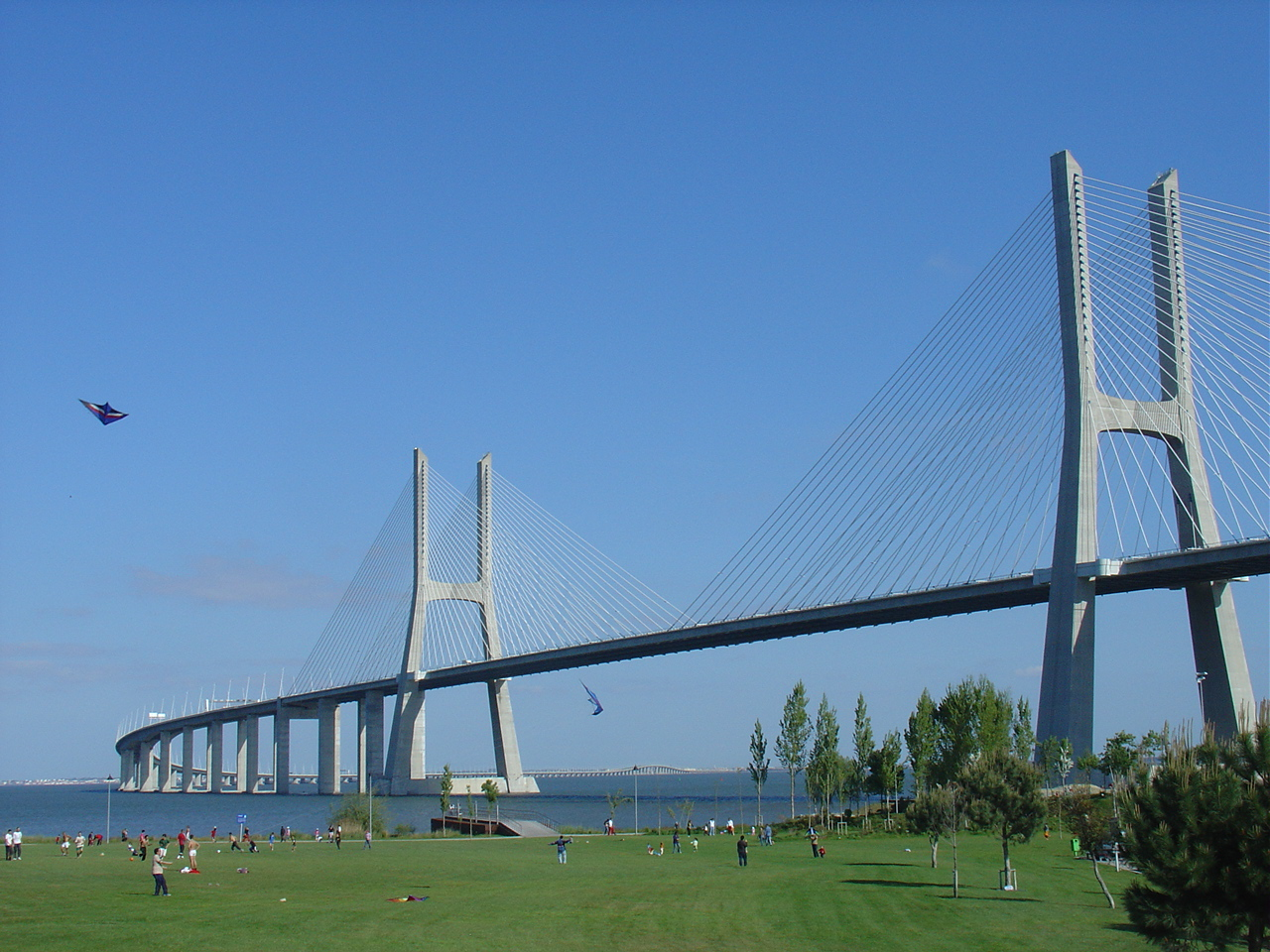
Ponte Vasco da Gama, pano de fundo do Festival Eurovisão da Canção 1998 e 2015
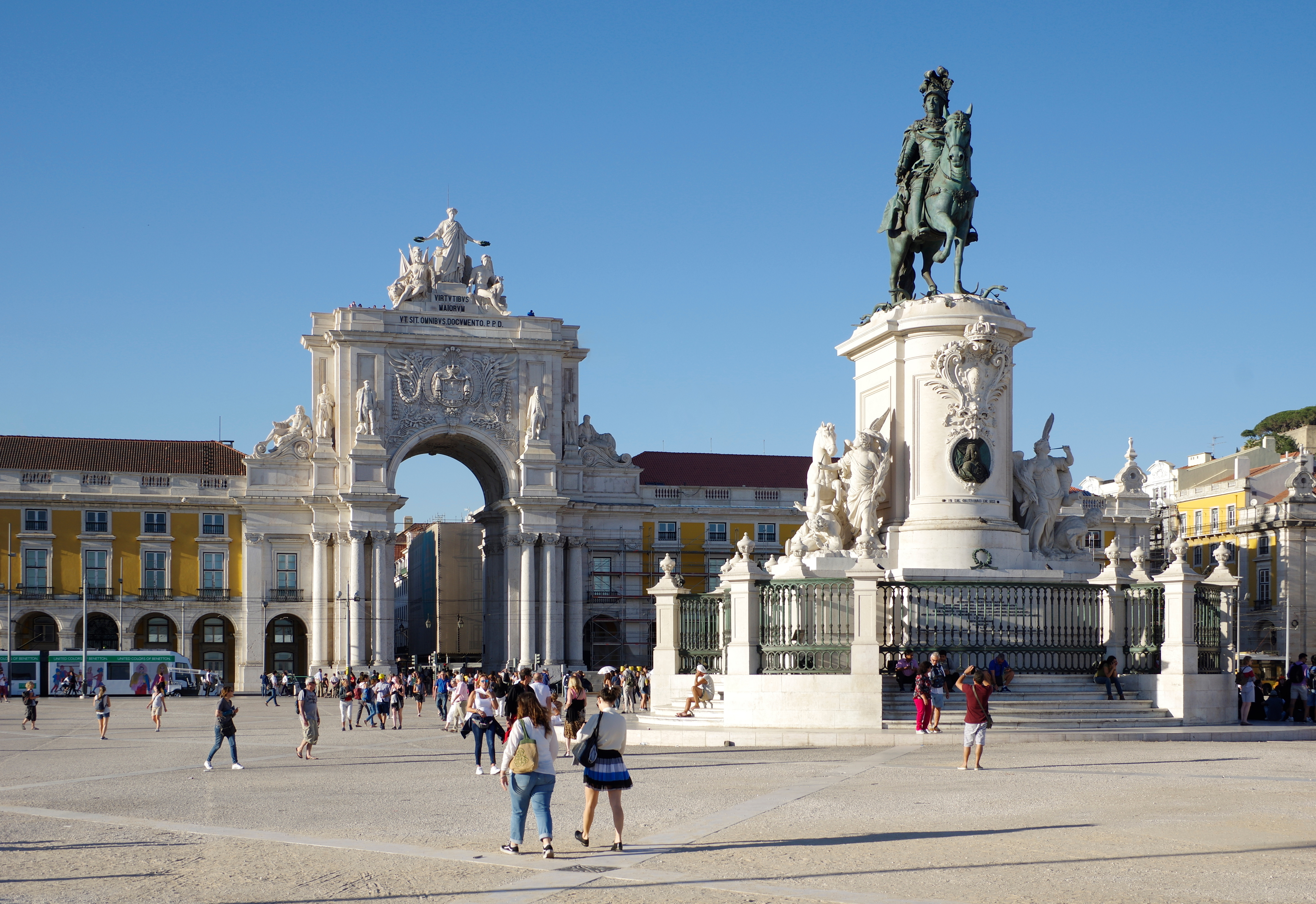
Praça do Comércio, pano de fundo do Festival Eurovisão da Canção 1999, 2003, 2017 e 2018
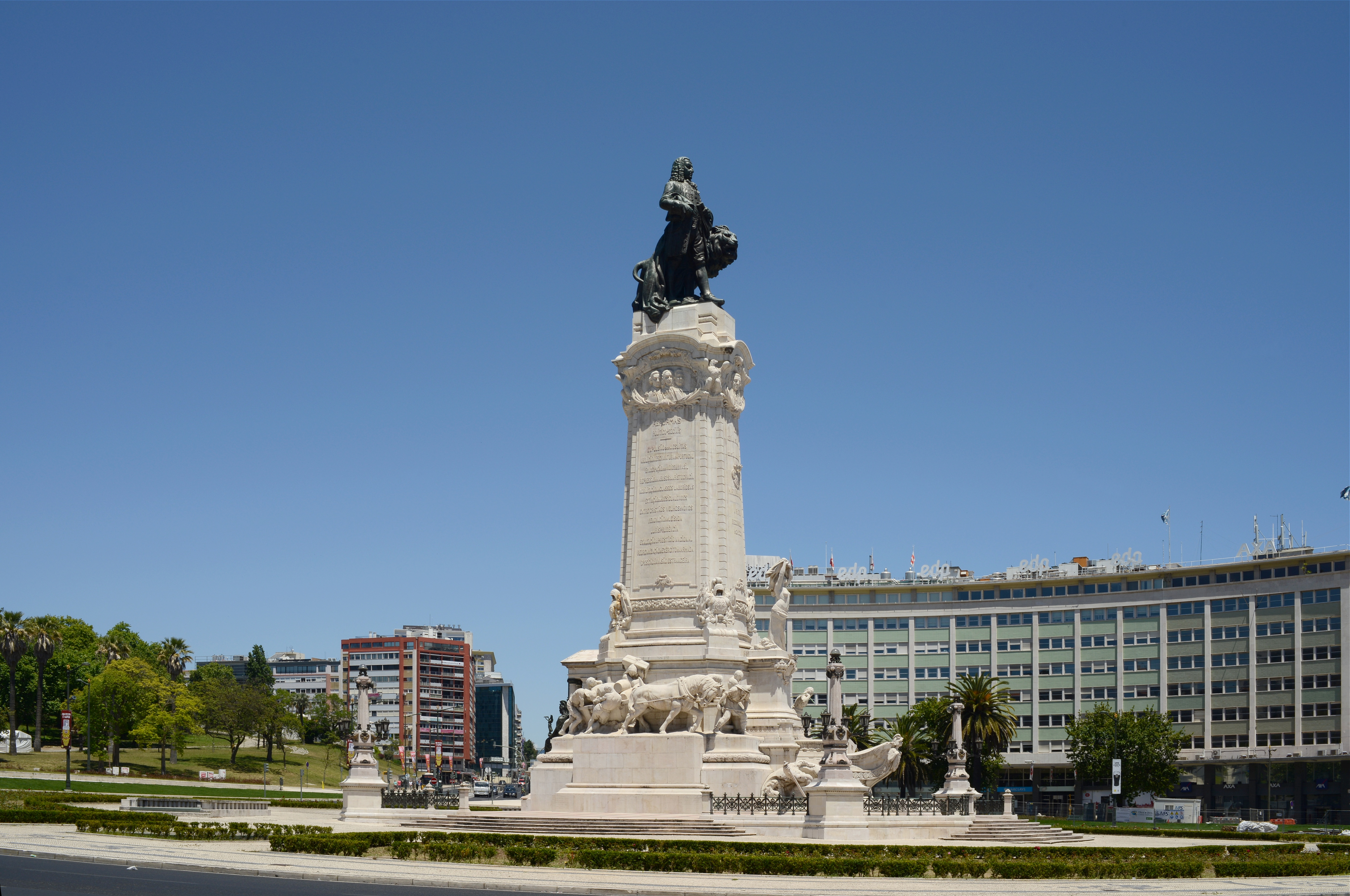
Rotunda do Marquês de Pombal, pano de fundo do Festival Eurovisão da Canção 2001
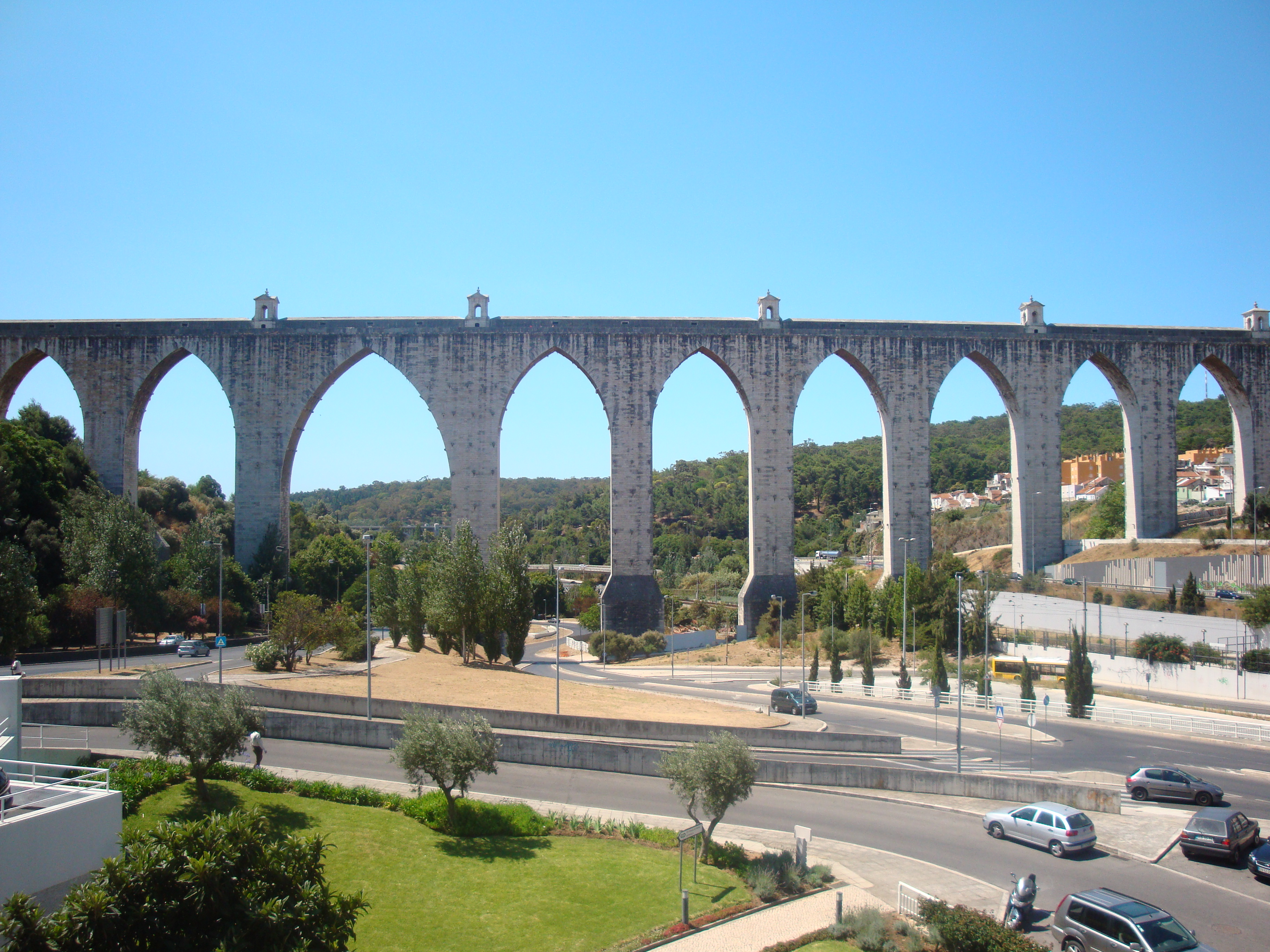
Aqueduto das Águas Livres, pano de fundo do Festival Eurovisão da Canção 2004, 2005, 2006, 2007, 2008, 2009 e 2010

| Ano(s)  | Televisão                       | Televisão                         | Rádio                                         | Rádio                                 | Votação                   | Votação          | Votação        | Votação                      | Ref.                               |
| Ano(s)  | Comentador(es)                  | Emissora de televisão             | Comentador(es)                                | Emissora de rádio                     | Porta-voz                 | Idioma utilizado | Cidade         | Plano de fundo               | Ref.                               |
| ------- | ------------------------------- | --------------------------------- | --------------------------------------------- | ------------------------------------- | ------------------------- | ---------------- | -------------- | ---------------------------- | ---------------------------------- |
| 1963    | Desconhecido                    | RTP                               | Sem transmissão                               | Sem transmissão                       | Não participou            | Não participou   | Não participou | Não participou               | [ 4 ]                              |
| 1964    | Gomes Ferreira                  | RTP                               | Sem transmissão                               | Sem transmissão                       | Maria Manuela Furtado     | Francês          | Lisboa         | Nenhum                       | [ 5 ]                              |
| 1965    | Gomes Ferreira                  | RTP                               | Sem transmissão                               | Sem transmissão                       | Maria Manuela Furtado     | Francês          | Lisboa         | Nenhum                       | [ 6 ]                              |
| 1966    | Henrique Mendes                 | RTP                               | TBC                                           | 1ª Programa                           | Maria Manuela Furtado     | Francês          | Lisboa         | Nenhum                       | [ 7 ]                              |
| 1967    | Henrique Mendes                 | RTP                               | Sem transmissão                               | Sem transmissão                       | Maria Manuela Furtado     | Francês          | Lisboa         | Nenhum                       | [ 8 ]                              |
| 1968    | Fialho Gouveia                  | RTP                               | Sem transmissão                               | Sem transmissão                       | Maria Manuela Furtado     | Inglês           | Lisboa         | Nenhum                       | [ 9 ]                              |
| 1969    | Henrique Mendes                 | I Programa II Programa            | Sem transmissão                               | Sem transmissão                       | Maria Manuela Furtado     | Francês          | Lisboa         | Nenhum                       | [ 10 ] [ 11 ]                      |
| 1970    | Henrique Mendes                 | I Programa                        | Sem transmissão                               | Sem transmissão                       | Não participou            | Não participou   | Não participou | Não participou               |                                    |
| 1971    | Henrique Mendes                 | I Programa                        | TBC                                           | 1ª Programa                           | Sem porta-voz             | Sem porta-voz    | Sem porta-voz  | Sem porta-voz                | [ 12 ] [ 13 ]                      |
| 1972    | Henrique Mendes                 | I Programa                        | Sem transmissão                               | Sem transmissão                       | Sem porta-voz             | Sem porta-voz    | Sem porta-voz  | Sem porta-voz                | [ 14 ]                             |
| 1973    | Artur Agostinho                 | I Programa                        | Sem transmissão                               | Sem transmissão                       | Sem porta-voz             | Sem porta-voz    | Sem porta-voz  | Sem porta-voz                | [ 15 ]                             |
| 1974    | Artur Agostinho                 | I Programa                        | TBC                                           | 1ª Programa                           | Henrique Mendes           | Francês          | Lisboa         | Nenhum                       | [ 16 ]                             |
| 1975    | Júlio Isidro                    | I Programa                        | Sem transmissão                               | Sem transmissão                       | Ana Zanatti               | Inglês           | Lisboa         | Nenhum                       | [ 17 ]                             |
| 1976    | Eládio Clímaco                  | I Programa                        | Amadeu Meireles                               | 1ª Programa                           | Ana Zanatti               | Inglês           | Lisboa         | Nenhum                       | [ 18 ] [ 19 ]                      |
| 1977    | José Côrte Real                 | I Programa                        | Sem transmissão                               | Sem transmissão                       | Ana Zanatti               | Inglês           | Lisboa         | Nenhum                       | [ 20 ]                             |
| 1978    | Eládio Clímaco                  | I Programa                        | Amadeu Meireles                               | 1ª Programa                           | Ana Zanatti               | Francês          | Lisboa         | Nenhum                       | [ 21 ] [ 22 ]                      |
| 1979    | Fialho Gouveia                  | RTP1 RTP2                         | TBC                                           | 1ª Programa                           | João Abel da Fonseca      | Inglês           | Lisboa         | Nenhum                       | [ 23 ] [ 24 ]                      |
| 1980    | Isabel Wolmar                   | RTP1                              | TBC                                           | 1ª Programa                           | Teresa Cruz               | Inglês           | Lisboa         | Nenhum                       | [ 25 ] [ 26 ]                      |
| 1981    | Eládio Clímaco                  | RTP1                              | TBC                                           | 1ª Programa                           | Margarida Andrade         | Inglês           | Lisboa         | Nenhum                       | [ 27 ] [ 28 ]                      |
| 1982    | Fialho Gouveia                  | RTP1                              | Sem transmissão                               | Sem transmissão                       | Margarida Andrade         | Inglês           | Lisboa         | Nenhum                       | [ 29 ]                             |
| 1983    | Eládio Clímaco                  | RTP1                              | TBC                                           | Antena 1                              | João Abel Fonseca         | Inglês           | Lisboa         | Nenhum                       | [ 30 ] [ 31 ]                      |
| 1984    | Fialho Gouveia                  | RTP1                              | TBC                                           | Antena 1                              | Eládio Clímaco            | Francês          | Lisboa         | Nenhum                       | [ 32 ] [ 33 ]                      |
| 1985    | Eládio Clímaco                  | RTP1                              | Sem transmissão                               | Sem transmissão                       | Maria Margarida Gaspar    | Inglês           | Lisboa         | Nenhum                       | [ 34 ]                             |
| 1986    | Fialho Gouveia                  | RTP1                              | Sem transmissão                               | Sem transmissão                       | Margarida Andrade         | Inglês           | Lisboa         | Nenhum                       | [ 35 ]                             |
| 1987    | Maria Margarida Gaspar          | RTP1                              | Sem transmissão                               | Sem transmissão                       | Ana Zanatti               | Francês          | Lisboa         | Nenhum                       | [ 36 ]                             |
| 1988    | Margarida Andrade               | RTP1                              | Sem transmissão                               | Sem transmissão                       | Maria Margarida Gaspar    | Inglês           | Lisboa         | Nenhum                       | [ 37 ]                             |
| 1989    | Ana Zanatti                     | RTP1                              | Sem transmissão                               | Sem transmissão                       | Margarida Andrade         | Inglês           | Lisboa         | Nenhum                       | [ 38 ]                             |
| 1990    | Ana do Carmo                    | RTP1                              | Sem transmissão                               | Sem transmissão                       | João Abel da Fonseca      | Inglês           | Lisboa         | Nenhum                       | [ 39 ]                             |
| 1991    | Ana do Carmo                    | RTP1                              | TBC                                           | TBC                                   | Maria Margarida Gaspar    | Inglês           | Lisboa         | Nenhum                       |                                    |
| 1992    | Eládio Clímaco                  | RTP1                              | TBC                                           | TBC                                   | Ana Zanatti               | Francês          | Lisboa         | Nenhum                       |                                    |
| 1993(a) | Isabel Bahia                    | RTP1 RTP Internacional            | TBC                                           | TBC                                   | Margarida Mercês de Mello | Inglês           | Lisboa         | Nenhum                       |                                    |
| 1994    | Eládio Clímaco                  | RTP1 RTP Internacional            | TBC                                           | TBC                                   | Isabel Bahia              | Inglês           | Lisboa         | Castelo de São Jorge         | [ 40 ]                             |
| 1995    | Ana do Carmo                    | RTP1 RTP Internacional            | TBC                                           | TBC                                   | Serenella Andrade         | Inglês           | Lisboa         | Torre de Belém               | [ 40 ]                             |
| 1996    | Maria Margarida Gaspar          | RTP1 RTP Internacional            | TBC                                           | TBC                                   | Cristina Rocha            | Inglês           | Lisboa         | Mosteiro dos Jerónimos       | [ 40 ]                             |
| 1997    | Carlos Ribeiro                  | RTP1 RTP Internacional            | TBC                                           | TBC                                   | Cristina Rocha            | Inglês           | Lisboa         | Castelo de São Jorge         | [ 40 ]                             |
| 1998    | Rui Unas                        | RTP1 RTP Internacional RTP África | TBC                                           | TBC                                   | Lúcia Moniz               | Inglês           | Lisboa         | Ponte Vasco da Gama          | [ 40 ]                             |
| 1999    | Rui Unas                        | RTP1 RTP Internacional RTP África | João David Nunes                              | TBC                                   | Manuel Luís Goucha        | Francês          | Lisboa         | Praça do Comércio            | [ 40 ]                             |
| 2000    | Eládio Clímaco                  | RTP1 RTP Internacional RTP África | TBC                                           | TBC                                   | Não participou            | Não participou   | Não participou | Não participou               |                                    |
| 2001    | Eládio Clímaco                  | RTP1 RTP Internacional RTP África | TBC                                           | TBC                                   | Margarida Mercês de Mello | Inglês           | Lisboa         | Rotunda do Marquês de Pombal | [ 40 ]                             |
| 2002    | Eládio Clímaco                  | RTP1 RTP Internacional RTP África | TBC                                           | TBC                                   | Não participou            | Não participou   | Não participou | Não participou               |                                    |
| 2003    | Margarida Mercês de Mello       | RTP1 RTP Internacional RTP África | TBC                                           | TBC                                   | Helena Ramos              | Inglês           | Lisboa         | Praça do Comércio            | [ 40 ]                             |
| 2004    | Eládio Clímaco                  | RTP1 RTP Internacional RTP África | TBC                                           | TBC                                   | Isabel Angelino           | Inglês           | Lisboa         | Aqueduto das Águas Livres    | [ 40 ]                             |
| 2005    | Eládio Clímaco                  | RTP1 RTP Internacional RTP África | TBC                                           | TBC                                   | Isabel Angelino           | Inglês           | Lisboa         | Aqueduto das Águas Livres    | [ 40 ]                             |
| 2006    | Eládio Clímaco                  | RTP1 RTP Internacional RTP África | TBC                                           | TBC                                   | Cristina Alves            | Inglês           | Lisboa         | Aqueduto das Águas Livres    | [ 40 ]                             |
| 2007    | Isabel Angelino Jorge Gabriel   | RTP1 RTP Internacional RTP África | TBC                                           | TBC                                   | Francisco Mendes          | Inglês           | Lisboa         | Aqueduto das Águas Livres    | [ 40 ]                             |
| 2008    | Isabel Angelino                 | RTP1 RTP Internacional RTP África | TBC                                           | TBC                                   | Sabrina                   | Inglês           | Lisboa         | Aqueduto das Águas Livres    | [ 40 ]                             |
| 2009    | Hélder Reis                     | RTP1 RTP Internacional RTP África | Sem transmissão                               | Sem transmissão                       | Helena Coelho             | Inglês           | Lisboa         | Aqueduto das Águas Livres    | [ 40 ]                             |
| 2010    | Sérgio Mateus                   | RTP1 RTP Internacional RTP África | Sem transmissão                               | Sem transmissão                       | Ana Galvão                | Inglês           | Lisboa         | Aqueduto das Águas Livres    | [ 40 ]                             |
| 2011    | Sílvia Alberto                  | RTP1 RTP Internacional RTP África | Sem transmissão                               | Sem transmissão                       | Joana Teles               | Inglês           | Lisboa         | Mosteiro dos Jerónimos       | [ 40 ]                             |
| 2012    | Pedro Granger                   | RTP1 RTP Internacional RTP África | Sem transmissão                               | Sem transmissão                       | Joana Teles               | Inglês           | Lisboa         | Mosteiro dos Jerónimos       | [ 40 ]                             |
| 2013    | Sílvia Alberto                  | RTP1 RTP Internacional RTP África | Sem transmissão                               | Sem transmissão                       | Não participou            | Não participou   | Não participou | Não participou               | [ 40 ]                             |
| 2014    | Sílvia Alberto                  | RTP1 RTP Internacional RTP África | Sem transmissão                               | Sem transmissão                       | Joana Teles               | Inglês           | Lisboa         | Mosteiro dos Jerónimos       | [ 40 ]                             |
| 2015    | Hélder Reis Ramon Galarza       | RTP1 RTP Internacional RTP África | Sem transmissão                               | Sem transmissão                       | Suzy                      | Inglês           | Lisboa         | Ponte Vasco da Gama          | [ 40 ]                             |
| 2016    | Hélder Reis Nuno Galopim(b)     | RTP1 RTP Internacional RTP África | Sem transmissão                               | Sem transmissão                       | Não participou            | Não participou   | Não participou | Não participou               |                                    |
| 2017    | José Carlos Malato Nuno Galopim | RTP1 RTP Internacional RTP África | Sem transmissão                               | Sem transmissão                       | Filomena Cautela          | Inglês           | Lisboa         | Praça do Comércio(d)         | [ 40 ] [ 41 ] [ 42 ] [ 43 ] [ 44 ] |
| 2018    | Hélder Reis Nuno Galopim        | RTP1 RTP Internacional RTP África | Noémia Gonçalves António Macedo Tozé Brito(c) | Antena 1 RDP Internacional RDP África | Pedro Fernandes           | Inglês           | Lisboa         | Praça do Comércio(d)         | [ 45 ]                             |
| 2019    | José Carlos Malato Nuno Galopim | RTP1 RTP Internacional RTP África | Sem transmissão                               | Sem transmissão                       | Inês Lopes Gonçalves      | Inglês           | Lisboa         | Praça do Comércio(d)         | [ 46 ]                             |
| 2021    | José Carlos Malato Nuno Galopim | RTP1 RTP Internacional RTP África | Sem transmissão                               | Sem transmissão                       | Elisa                     | Inglês           | Lisboa         | Praça do Comércio(d)         | [ 47 ]                             |
| 2022    | Nuno Galopim                    | RTP1 RTP Internacional RTP África | Sem transmissão                               | Sem transmissão                       | Pedro Tatanka             | Inglês           | Lisboa         | Praça do Comércio(d)         | [ 48 ] [ 49 ]                      |
| 2023    | José Carlos Malato Nuno Galopim | RTP1 RTP Internacional RTP África | Sem transmissão                               | Sem transmissão                       | Maro                      | Inglês           | Lisboa         | Praça do Comércio(d)         | [ 50 ] [ 51 ]                      |
| 2024    | José Carlos Malato Nuno Galopim | RTP1 RTP Internacional RTP África | Sem transmissão                               | Sem transmissão                       | Mimicat                   | Inglês           | Lisboa         | Praça do Comércio(d)         | [ 52 ] [ 53 ]                      |
| 2025    | José Carlos Malato Nuno Galopim | RTP1 RTP Internacional RTP África | Sem transmissão                               | Sem transmissão                       | Iolanda                   | Inglês           | Lisboa         | Praça do Comércio(d)         | [ 54 ]                             |

Notas:

↑(a)  Inclui a transmissão do Kvalifikacija za Millstreet.
↑(b)  Em 2016, Nuno Galopim apenas foi comentador na final.
↑(c)  Apenas a final.
↑(d)  Em 2018, o porta-voz esteve em direto do Eurovision Village, na Praça do Comércio.

### Audiências
| Ano(s) | Emissora de televisão | Espetáculo   | Telespetadores | Rating | Share | Ref.          |
| ------ | --------------------- | ------------ | -------------- | ------ | ----- | ------------- |
| 1999   | RTP1                  |              |                | 19,9%  | 55,2% | [ 55 ]        |
| 2000   | RTP1                  |              |                | 4,8%   | 27,3% | [ 55 ]        |
| 2001   | RTP1                  |              | 3 802 000      | 8,9%   | 26,7% | [ 55 ] [ 56 ] |
| 2002   | RTP1                  |              |                | 6,7%   | 25,7% | [ 55 ]        |
| 2003   | RTP1                  |              |                | 12,3%  | 36,4% | [ 55 ]        |
| 2004   | RTP1                  | Semifinal    |                | 11,5%  | 29,4% | [ 57 ]        |
| 2004   | RTP1                  | Final        |                | 9,4%   | 28,8% | [ 55 ]        |
| 2005   | RTP1                  | Semifinal    | 1 238 300      | 13,1%  | 33,4% | [ 57 ]        |
| 2005   | RTP1                  | Final        | 930 500        | 9,8%   | 28,9% | [ 55 ] [ 57 ] |
| 2006   | RTP1                  | Semifinal    |                | 13,3%  | 33,7% | [ 58 ]        |
| 2006   | RTP1                  | Final        |                | 10,5%  | 30,1% | [ 55 ]        |
| 2007   | RTP1                  | Semifinal    |                |        |       |               |
| 2007   | RTP1                  | Final        |                | 9,8%   | 28,5% | [ 55 ]        |
| 2008   | RTP1                  | 1ª Semifinal |                |        |       |               |
| 2008   | RTP1                  | 2ª Semifinal |                | 14,5%  | 35,9% | [ 59 ]        |
| 2008   | RTP1                  | Final        | 1 716 100      | 18,1%  | 46,7% | [ 55 ]        |
| 2009   | RTP1                  | 1ª Semifinal |                | 11,4%  | 29,8% | [ 60 ]        |
| 2009   | RTP1                  | 2ª Semifinal |                | 1,3%   | 12,3% | [ 60 ]        |
| 2009   | RTP1                  | Final        | 1 299 000      | 13,4%  | 37,5% | [ 60 ]        |
| 2010   | RTP1                  | 1ª Semifinal |                |        |       |               |
| 2010   | RTP1                  | 2ª Semifinal |                |        |       |               |
| 2010   | RTP1                  | Final        | 1 285 000      | 13,3%  | 39,1% | [ 61 ]        |
| 2011   | RTP1                  | 1ª Semifinal | 1 400 000      | 14,0%  | 38,5% | [ 62 ]        |
| 2011   | RTP1                  | 2ª Semifinal |                |        |       |               |
| 2011   | RTP1                  | Final        | 640 000        |        | 19,6% | [ 63 ]        |
| 2012   | RTP1                  | 1ª Semifinal |                |        |       |               |
| 2012   | RTP1                  | 2ª Semifinal | 750 000        | 7,9%   | 18,6% | [ 64 ]        |
| 2012   | RTP1                  | Final        | 617 500        |        | 15,8% | [ 63 ]        |
| 2013   | RTP1                  | 1ª Semifinal | 160 000        | 1,7%   | 5,2%  | [ 65 ]        |
| 2013   | RTP1                  | 2ª Semifinal | 142 500        | 1,5%   | 4,9%  | [ 66 ]        |
| 2013   | RTP1                  | Final        | 579 500        | 6,1%   | 13,5% | [ 67 ]        |
| 2014   | RTP1                  | 1ª Semifinal | 800 000        | 8,9%   | 18,8% | [ 68 ]        |
| 2014   | RTP1                  | 2ª Semifinal | 325 000        | 3,4%   | 9,0%  | [ 69 ]        |
| 2014   | RTP1                  | Final        | 541 500        | 5,7%   | 13,5% | [ 70 ]        |
| 2015   | RTP1                  | 1ª Semifinal | 300 000        | 3,2%   | 8,9%  | [ 71 ]        |
| 2015   | RTP1                  | 2ª Semifinal | 750 000        | 7,9%   | 17,6% | [ 72 ]        |
| 2015   | RTP1                  | Final        | 503 500        | 5,3%   | 13,2% | [ 73 ]        |
| 2016   | RTP1                  | 1ª Semifinal | 270 040        | 2,8%   | 7,1%  | [ 74 ]        |
| 2016   | RTP1                  | 2ª Semifinal | 247 000        | 2,6%   | 7,2%  | [ 75 ]        |
| 2016   | RTP1                  | Final        | 530 000        | 5,5%   | 12,7% | [ 63 ]        |
| 2017   | RTP1                  | 1ª Semifinal | 893 000        | 9,4%   | 21,8% | [ 76 ]        |
| 2017   | RTP1                  | 2ª Semifinal | 408 500        | 4,8%   | 11,5% | [ 77 ]        |
| 2017   | RTP1                  | Final        | 1 400 000      | 14,5%  | 32,5% | [ 78 ]        |
| 2018   | RTP1                  | 1ª Semifinal | 1 000 000      | 10,2%  | 22,6% | [ 79 ]        |
| 2018   | RTP1                  | 2ª Semifinal | 969 700        | 10,0%  | 22,6% | [ 80 ]        |
| 2018   | RTP1                  | Final        | 1 548 000      | 16,0%  | 36,4% | [ 81 ]        |
| 2019   | RTP1                  | 1ª Semifinal | 920 000        | 9,5%   | 21,2% | [ 82 ]        |
| 2019   | RTP1                  | 2ª Semifinal | 445 000        | 4,6%   | 10,4% | [ 83 ]        |
| 2019   | RTP1                  | Final        | 553 900        | 5,7%   | 14,4% | [ 84 ]        |
| 2021   | RTP1                  | 1ª Semifinal | 294 000        | 3,1%   | 8,4%  | [ 85 ]        |
| 2021   | RTP1                  | 2ª Semifinal | 744 100        | 7,9%   | 16,1% | [ 86 ]        |
| 2021   | RTP1                  | Final        | 1 198 000      | 12,7%  | 26,9% | [ 87 ]        |
| 2022   | RTP1                  | 1ª Semifinal | 755 000        | 8,2%   | 17,0% | [ 88 ]        |
| 2022   | RTP1                  | 2ª Semifinal | 375 000        |        |       |               |
| 2022   | RTP1                  | Final        | 1 029 000      | 10,9%  | 24,8% | [ 89 ]        |
| 2023   | RTP1                  | 1ª Semifinal | 877 000        | 9,2%   | 18%   | [ 90 ]        |
| 2023   | RTP1                  | 2ª Semifinal | 360 000        | 3,8%   | 9,7%  | [ 91 ]        |
| 2023   | RTP1                  | Final        | 1 082 000      | 11,3%  | 27%   | [ 92 ]        |
| 2024   | RTP1                  | 1ª Semifinal | 660 000        | 8,2%   | 16,2% | [ 93 ]        |
| 2024   | RTP1                  | 2ª Semifinal | 183 000        | 1,9%   | 7,3%  | [ 94 ]        |
| 2024   | RTP1                  | Final        | 924 000        | 9,6%   | 21,9% | [ 95 ]        |
| 2025   | RTP1                  | 1ª Semifinal | 752 000        | 7,7%   | 15,5% | [ 96 ]        |
| 2025   | RTP1                  | 2ª Semifinal |                |        |       |               |
| 2025   | RTP1                  | Final        | 866 000        | 8,8%   | 20,5% | [ 97 ]        |

### Emissões especiais

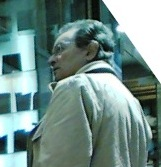
Eládio Clímaco, comentador do Congratulations: 50 Anos do Festival Eurovisão da Canção
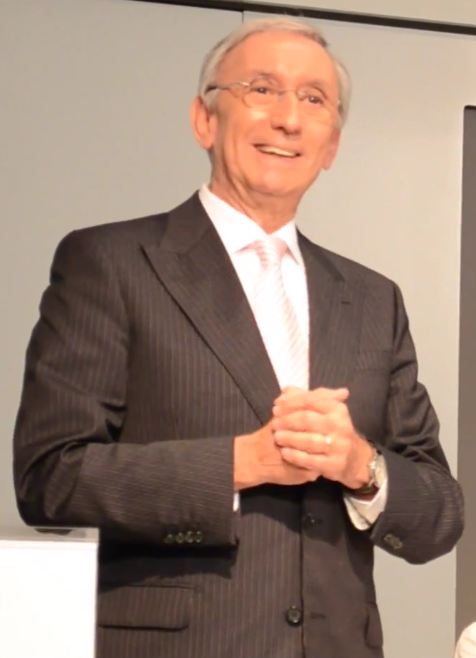
Júlio Isidro, comentador do Concerto dos 60 Anos do Festival Eurovisão da Canção

| Ano(s)                                                   | Comentador televisivos | Comentador de rádio |
| -------------------------------------------------------- | ---------------------- | ------------------- |
| Congratulations: 50 Anos do Festival Eurovisão da Canção | Eládio Clímaco         | Sem transmissão     |
| Concerto dos 60 Anos do Festival Eurovisão da Canção     | Júlio Isidro           | Sem transmissão     |
| Eurovisão: Europe Shine A Light                          | Nuno Galopim           | Sem transmissão     |

#### Audiências
| Ano(s)                                                   | Emissora de televisão | Telespetadores | Rating | Share | Ref.    |
| -------------------------------------------------------- | --------------------- | -------------- | ------ | ----- | ------- |
| Congratulations: 50 Anos do Festival Eurovisão da Canção | RTP1                  |                | 10,0%  | 26,4% | [ 98 ]  |
| Concerto dos 60 Anos do Festival Eurovisão da Canção     | RTP1                  | 550 000        | 5,8%   | 11,4% | [ 99 ]  |
| Eurovisão: Europe Shine A Light                          | RTP1                  | 488 000        | 5,2%   | 9,7%  | [ 100 ] |

## Maestros
| Ano(s) | Maestro                  |
| ------ | ------------------------ |
| 1964   | Kai Mortensen            |
| 1965   | Fernando de Carvalho     |
| 1966   | Jorge Costa Pinto        |
| 1967   | Armando Tavares Belo     |
| 1968   | Joaquim Luís Gomes       |
| 1969   | Ferrer Trindade          |
| 1970   | Não participou           |
| 1971   | Jorge Costa Pinto        |
| 1972   | Richard Hill             |
| 1973   | Jorge Costa Pinto        |
| 1974   | José Calvário            |
| 1975   | Pedro Osório             |
| 1976   | / Thilo Krassman         |
| 1977   | José Calvário            |
| 1978   | / Thilo Krassman         |
| 1979   | / Thilo Krassman         |
| 1980   | Jorge Machado            |
| 1981   | / Shegundo Galarza       |
| 1982   | Luís Duarte              |
| 1983   | / Mike Sergeant          |
| 1984   | Pedro Osório             |
| 1985   | José Calvário            |
| 1986   | Colin Frechter           |
| 1987   | Jaime Oliveira           |
| 1988   | José Calvário            |
| 1989   | Luís Duarte              |
| 1990   | Carlos Alberto Moniz     |
| 1991   | Fernando Correia Martins |
| 1992   | Carlos Alberto Moniz     |
| 1993   | Armindo Neves            |
| 1994   | / Thilo Krassman         |
| 1995   | / Thilo Krassman         |
| 1996   | Pedro Osório             |
| 1997   | / Thilo Krassman         |
| 1998   | / Mike Sergeant          |

## Votação
| Portugal deu mais pontos a: | Portugal deu mais pontos a: | Portugal deu mais pontos a: |
| Rank                        | País                        | Pontos                      |
| --------------------------- | --------------------------- | --------------------------- |
| 1                           | Espanha                     | 256                         |
| 2                           | Suécia                      | 236                         |
| 3                           | Itália                      | 227                         |
| 4                           | Bélgica                     | 190                         |
| 5                           | Reino Unido                 | 190                         |

| Portugal recebeu mais pontos de: | Portugal recebeu mais pontos de: | Portugal recebeu mais pontos de: |
| Rank                             | País                             | Pontos                           |
| -------------------------------- | -------------------------------- | -------------------------------- |
| 1                                | França                           | 341                              |
| 2                                | Suíça                            | 270                              |
| 3                                | Espanha                          | 198                              |
| 4                                | Islândia                         | 156                              |
| 5                                | Países Baixos                    | 145                              |

### Por sistemas de votação

#### 1964-1966
| Portugal deu mais pontos a: | Portugal deu mais pontos a: | Portugal deu mais pontos a: |
| Rank                        | País                        | Pontos                      |
| --------------------------- | --------------------------- | --------------------------- |
| 1                           | Áustria                     | 6                           |
| 2                           | Itália                      | 5                           |
| 2                           | Espanha                     | 5                           |
| 4                           | Bélgica                     | 4                           |
| 5                           | França                      | 3                           |
| 5                           | Irlanda                     | 3                           |

| Portugal recebeu mais pontos de: | Portugal recebeu mais pontos de: | Portugal recebeu mais pontos de: |
| Rank                             | País                             | Pontos                           |
| -------------------------------- | -------------------------------- | -------------------------------- |
| 1                                | Espanha                          | 5                                |
| 2                                | Mónaco                           | 1                                |
| 2                                | Dinamarca                        | 1                                |

#### 1967-1970, 1974
| Portugal deu mais pontos a: | Portugal deu mais pontos a: | Portugal deu mais pontos a: |
| Rank                        | País                        | Pontos                      |
| --------------------------- | --------------------------- | --------------------------- |
| 1                           | Espanha                     | 11                          |
| 2                           | Iugoslávia                  | 6                           |
| 3                           | Suécia                      | 4                           |
| 4                           | Reino Unido                 | 3                           |
| 4                           | Itália                      | 3                           |

| Portugal recebeu mais pontos de: | Portugal recebeu mais pontos de: | Portugal recebeu mais pontos de: |
| Rank                             | País                             | Pontos                           |
| -------------------------------- | -------------------------------- | -------------------------------- |
| 1                                | Espanha                          | 7                                |
| 2                                | Suíça                            | 3                                |
| 3                                | França                           | 2                                |
| 3                                | Noruega                          | 2                                |
| 5                                | Bélgica                          | 1                                |

#### 1971-1973
| Portugal deu mais pontos a: | Portugal deu mais pontos a: | Portugal deu mais pontos a: |
| Rank                        | País                        | Pontos                      |
| --------------------------- | --------------------------- | --------------------------- |
| 1                           | Espanha                     | 22                          |
| 2                           | Luxemburgo                  | 21                          |
| 3                           | Alemanha                    | 19                          |
| 4                           | Finlândia                   | 17                          |
| 4                           | Reino Unido                 | 17                          |

| Portugal recebeu mais pontos de: | Portugal recebeu mais pontos de: | Portugal recebeu mais pontos de: |
| Rank                             | País                             | Pontos                           |
| -------------------------------- | -------------------------------- | -------------------------------- |
| 1                                | Espanha                          | 25                               |
| 2                                | Luxemburgo                       | 19                               |
| 3                                | França                           | 18                               |
| 4                                | Bélgica                          | 17                               |
| 5                                | Suíça                            | 16                               |
| 5                                | Itália                           | 16                               |
| 5                                | Iugoslávia                       | 16                               |

### Membros do júri
| Ano(s) | Membros do júri          | Membros do júri                             | Membros do júri     | Membros do júri                               | Membros do júri                                  | Ref.    |
| ------ | ------------------------ | ------------------------------------------- | ------------------- | --------------------------------------------- | ------------------------------------------------ | ------- |
| 2009   | Ricardo Soler            | Alexandra Valentim                          | Edgar Canelas       | Fernando Martins                              | Paula Casanova                                   | [ 102 ] |
| 2010   |                          |                                             |                     |                                               |                                                  |         |
| 2011   |                          |                                             |                     |                                               |                                                  |         |
| 2012   |                          |                                             |                     |                                               |                                                  |         |
| 2014   | Paula Ferreira           | José Cabrita                                | Jan Van Dijck       | Ana Augusto                                   | Marina Ferraz                                    | [ 103 ] |
| 2015   | Renato Júnior            | Adelaide Ferreira                           | Inês Santos         | Gonçalo Tavares                               | Nuno Feist (2ª SF) Nuno Marques da Silva (final) | [ 104 ] |
| 2017   | Tozé Brito               | Celina da Piedade                           | Nelson Carvalho     | Inês Meneses                                  | Ramon Galarza                                    | [ 105 ] |
| 2018   | Armando Teixeira         | Daniela Onis                                | Anabela             | Benjamim                                      | Peu Madureira                                    | [ 106 ] |
| 2019   | Ana Paulo                | Matay                                       | Ana Cláudia         | Renato Júnior                                 | Paulo Castelo                                    | [ 107 ] |
| 2021   | Dino d'Santiago          | Dora                                        | João Reis Moreira   | Marta Carvalho                                | Pedro Penim                                      | [ 108 ] |
| 2022   | Cláudia Pascoal          | Joana Espadinha                             | Paulo Castelo       | Pedro Granger                                 | Rita Guerra                                      | [ 109 ] |
| 2023   | Gustavo Almeida          | Nuno Mota                                   | Ana Carina Almeida  | Milhanas                                      | Patrícia Antunes                                 | [ 110 ] |
| 2024   | Joaquim Albergaria       | Inês Henriques                              | Edmundo Inácio      | Rafaela e Ribas dos Santos da Silva Rodrigues | Patrícia Silveira                                | [ 111 ] |
| 2025   | Alberto Hernández Seruca | Alexandre Manuel Valério Mesquita Guimarães | Luís Oliveira Nunes | Lia Isabel Pereira                            | Nádia Lima Pereira                               | [ 112 ] |

## Prémios Marcel Bezençon

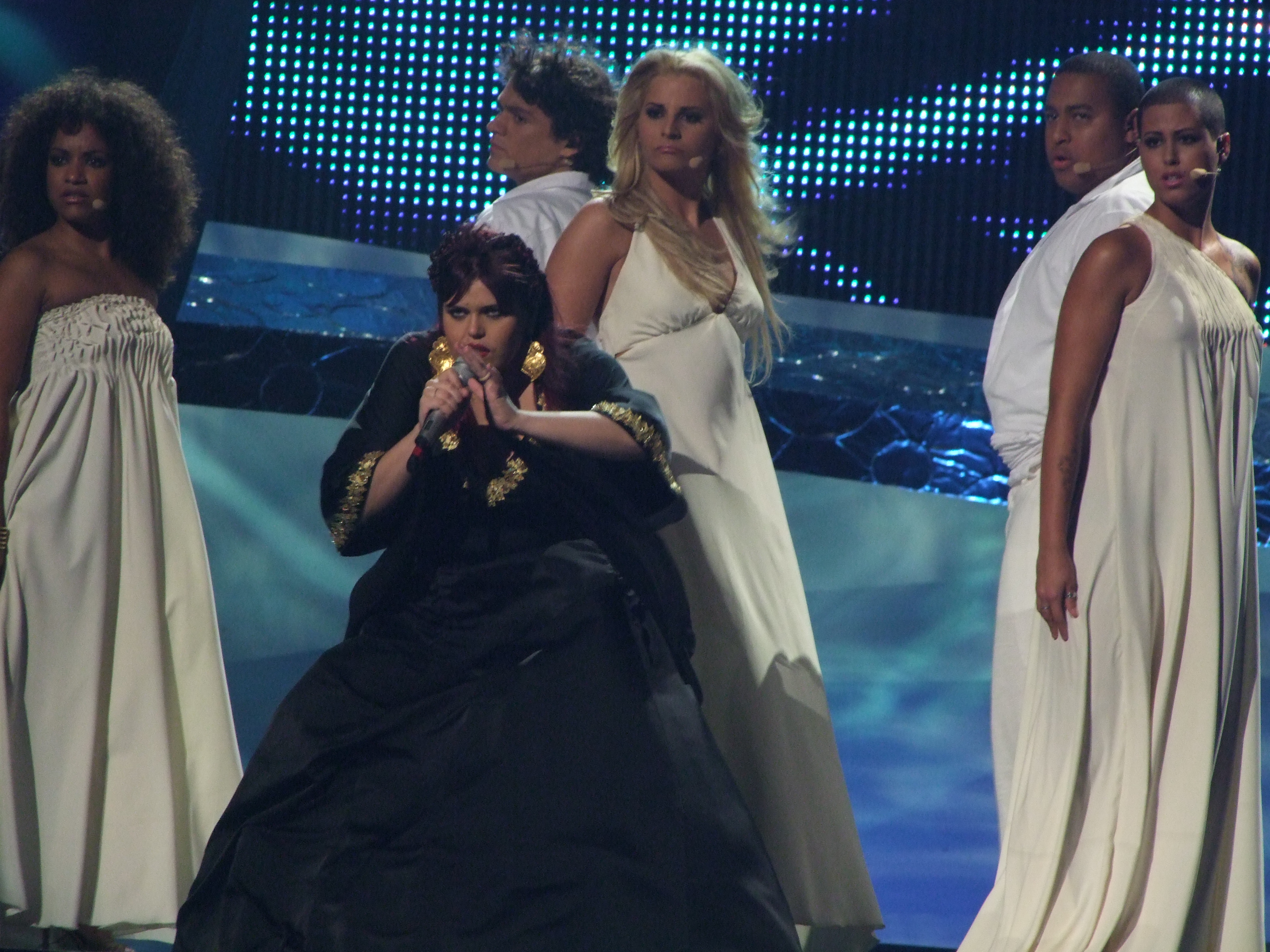
Vânia Fernandes, vencedora do Prémio Imprensa em Festival Eurovisão da Canção 2008
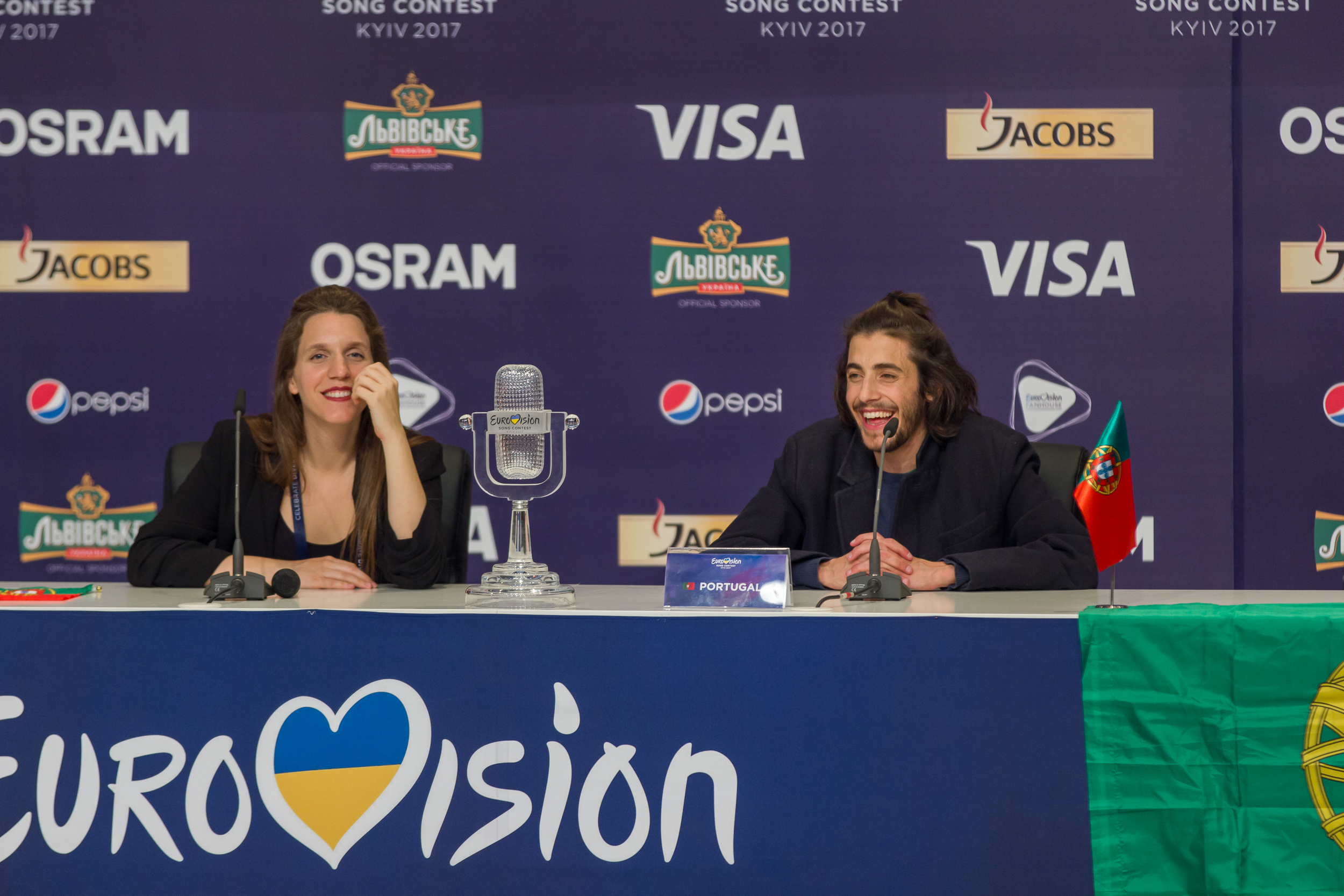
Luísa Sobral e Salvador Sobral, vencedores do Prémio Artístico e do Prémio Compositor em Festival Eurovisão da Canção 2017

Prémio Imprensa
| Ano  | Artista         | Canção                          | Resultado na final | Pontos | Anfitriã |
| ---- | --------------- | ------------------------------- | ------------------ | ------ | -------- |
| 2008 | Vânia Fernandes | "Senhora do Mar (Negras Águas)" | 13º                | 69     | Belgrado |

Prémio Artístico
| Ano  | Artista         | Canção            | Resultado na final | Pontos | Anfitriã |
| ---- | --------------- | ----------------- | ------------------ | ------ | -------- |
| 2017 | Salvador Sobral | "Amar pelos dois" | 1º                 | 758    | Quieve   |

Prémio Composição
| Ano  | Canção            | Compositor(es) Letra (l) / Música (m) | Artista         | Resultado na final | Pontos | Anfitriã |
| ---- | ----------------- | ------------------------------------- | --------------- | ------------------ | ------ | -------- |
| 2017 | "Amar pelos dois" | Luísa Sobral                          | Salvador Sobral | 1º                 | 758    | Quieve   |

## Galeria

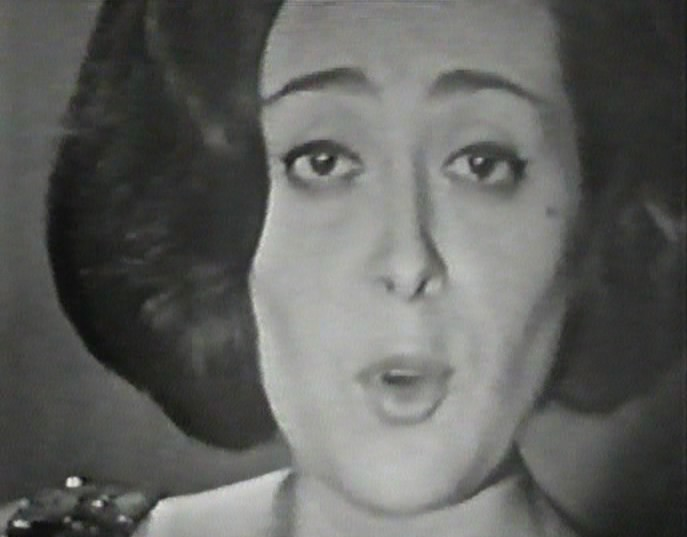
Simone de Oliveira em Nápoles (1965)
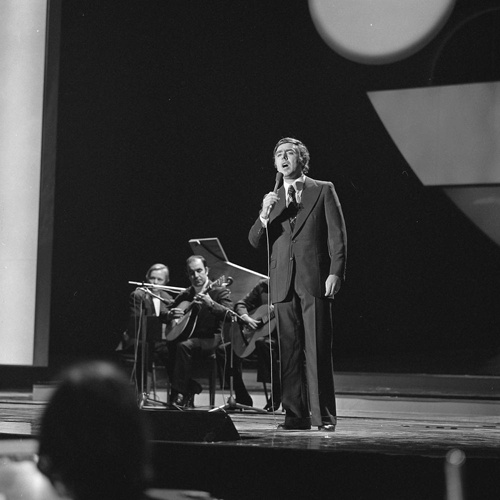
Carlos do Carmo em Haia (1976)
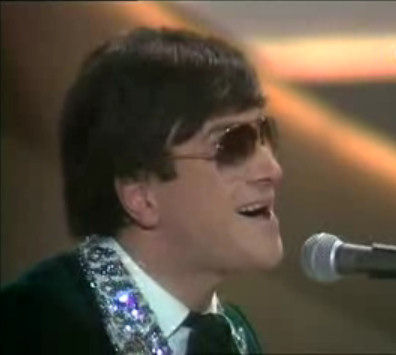
José Cid em Haia (1980)
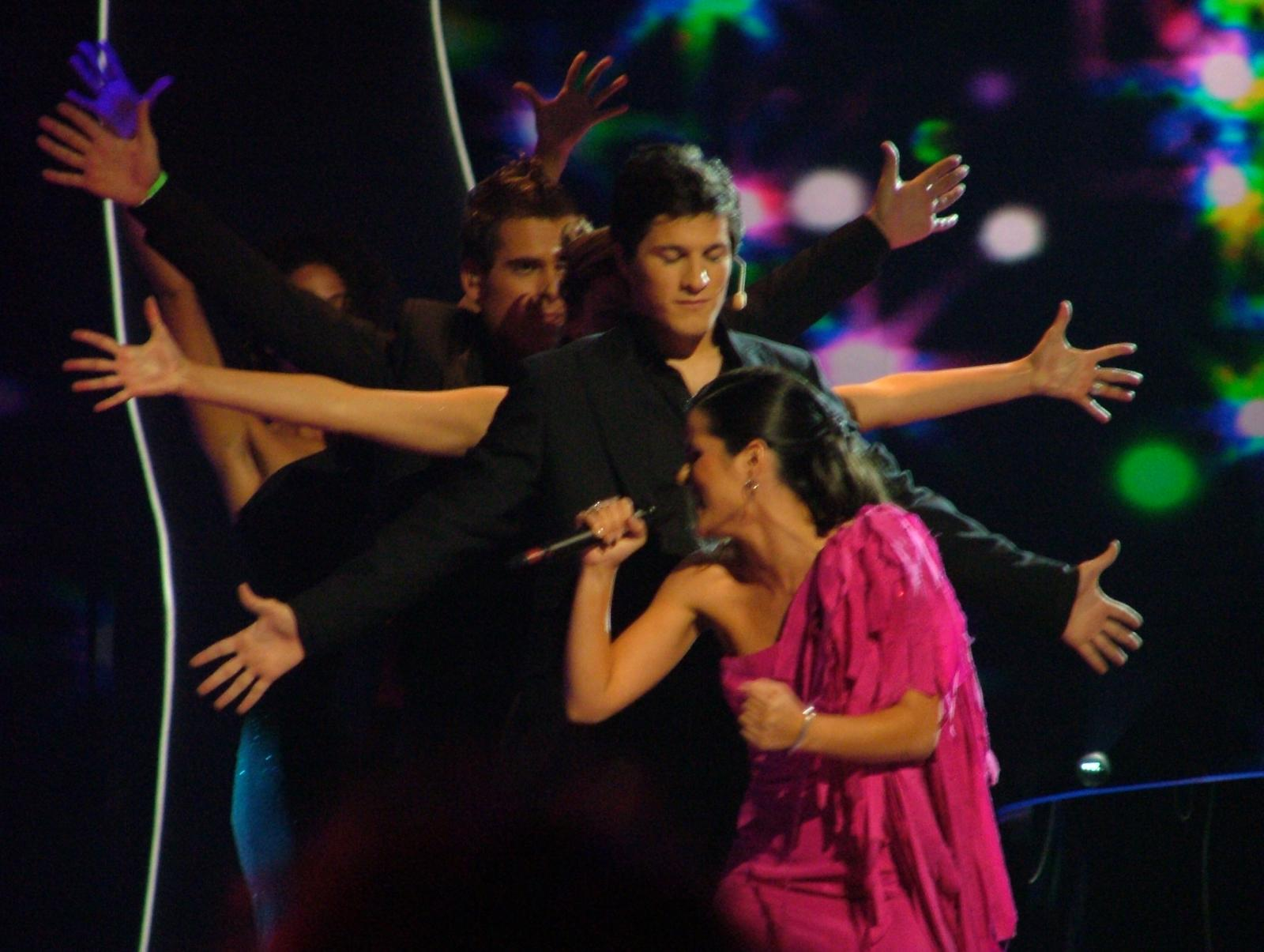
Sofia Vitória em Istambul (2004)
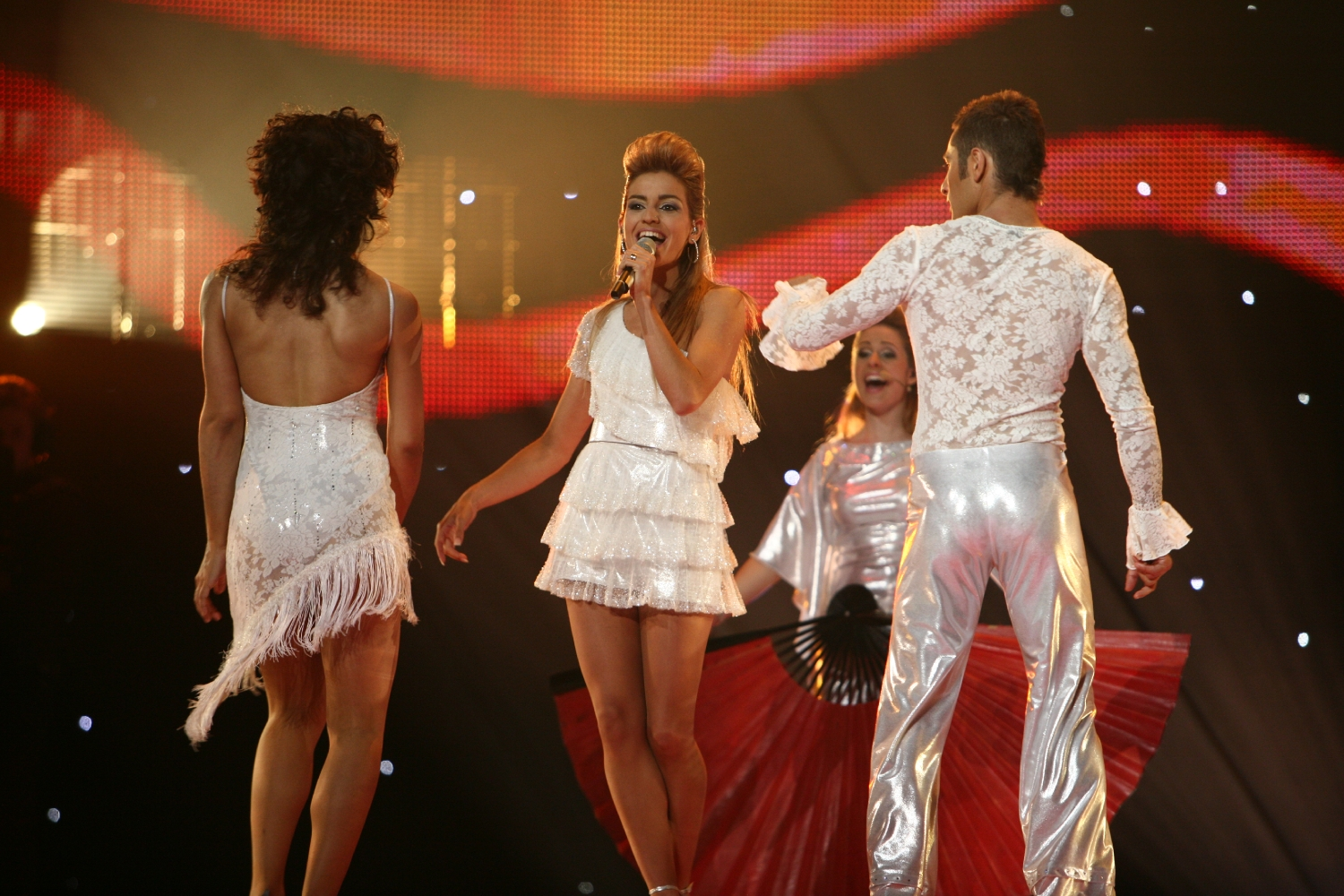
Sabrina em Helsínquia (2007)
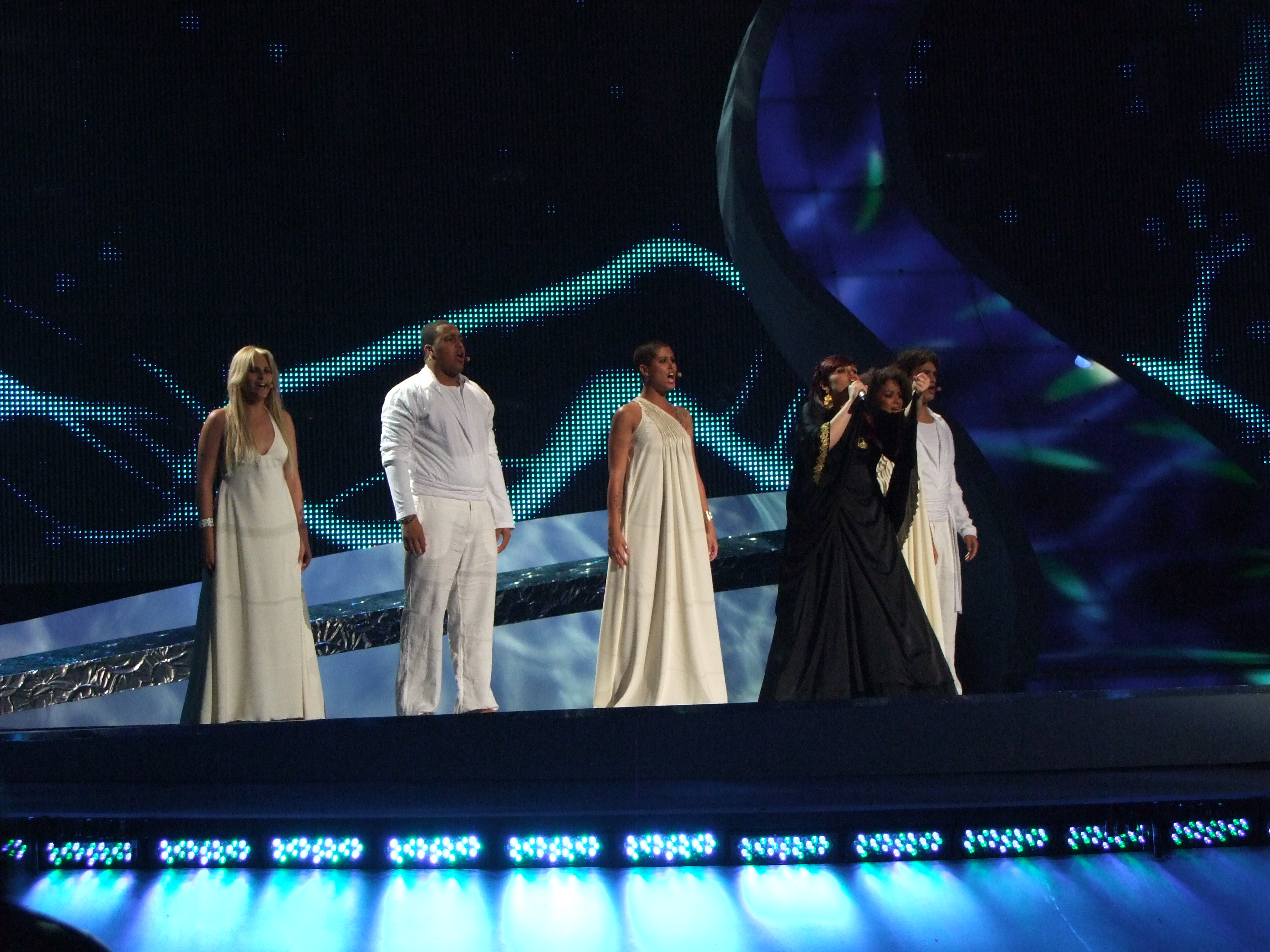
Vânia Fernandes em Belgrado (2008)
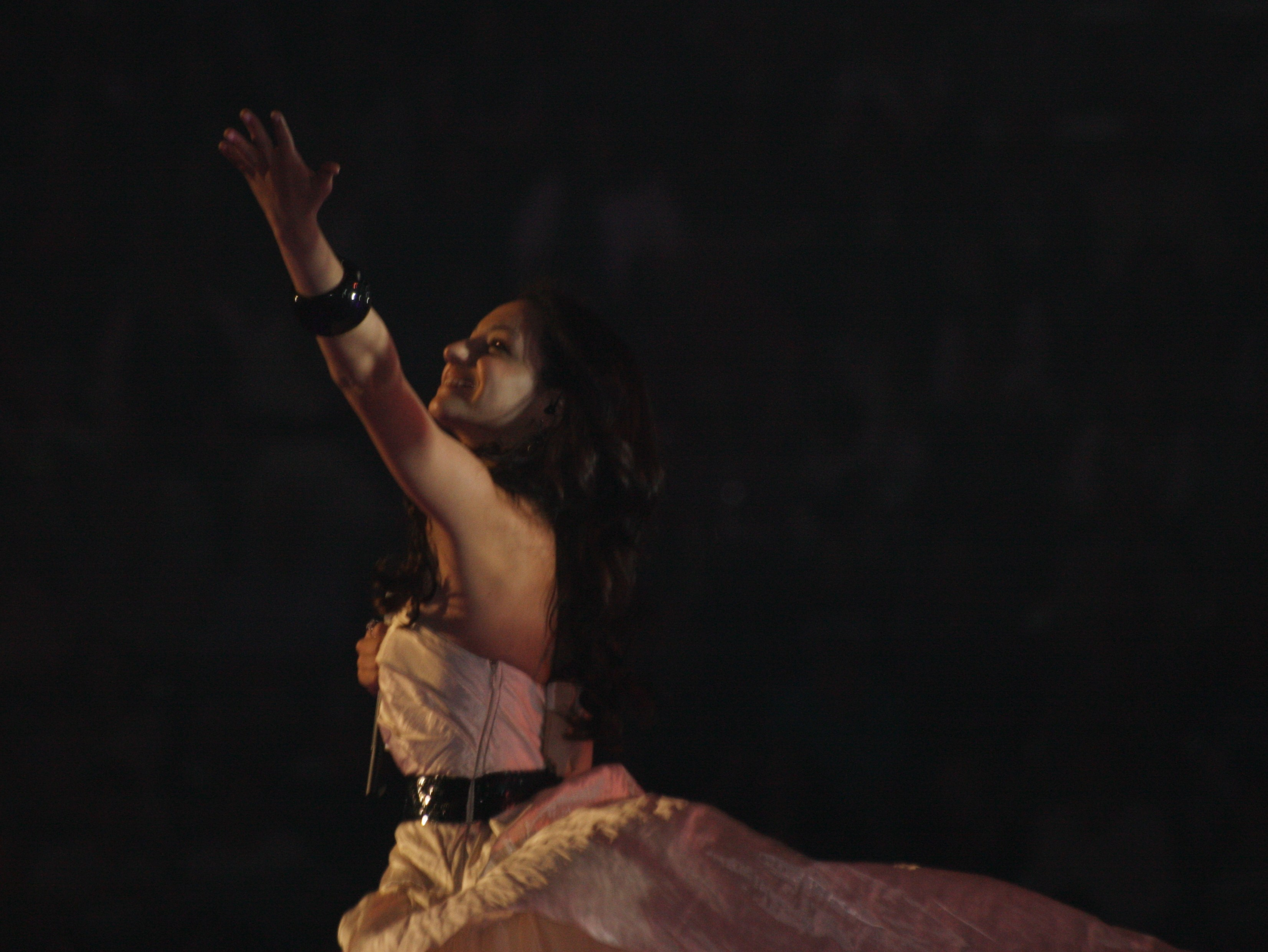
Filipa Azevedo em Oslo (2010)
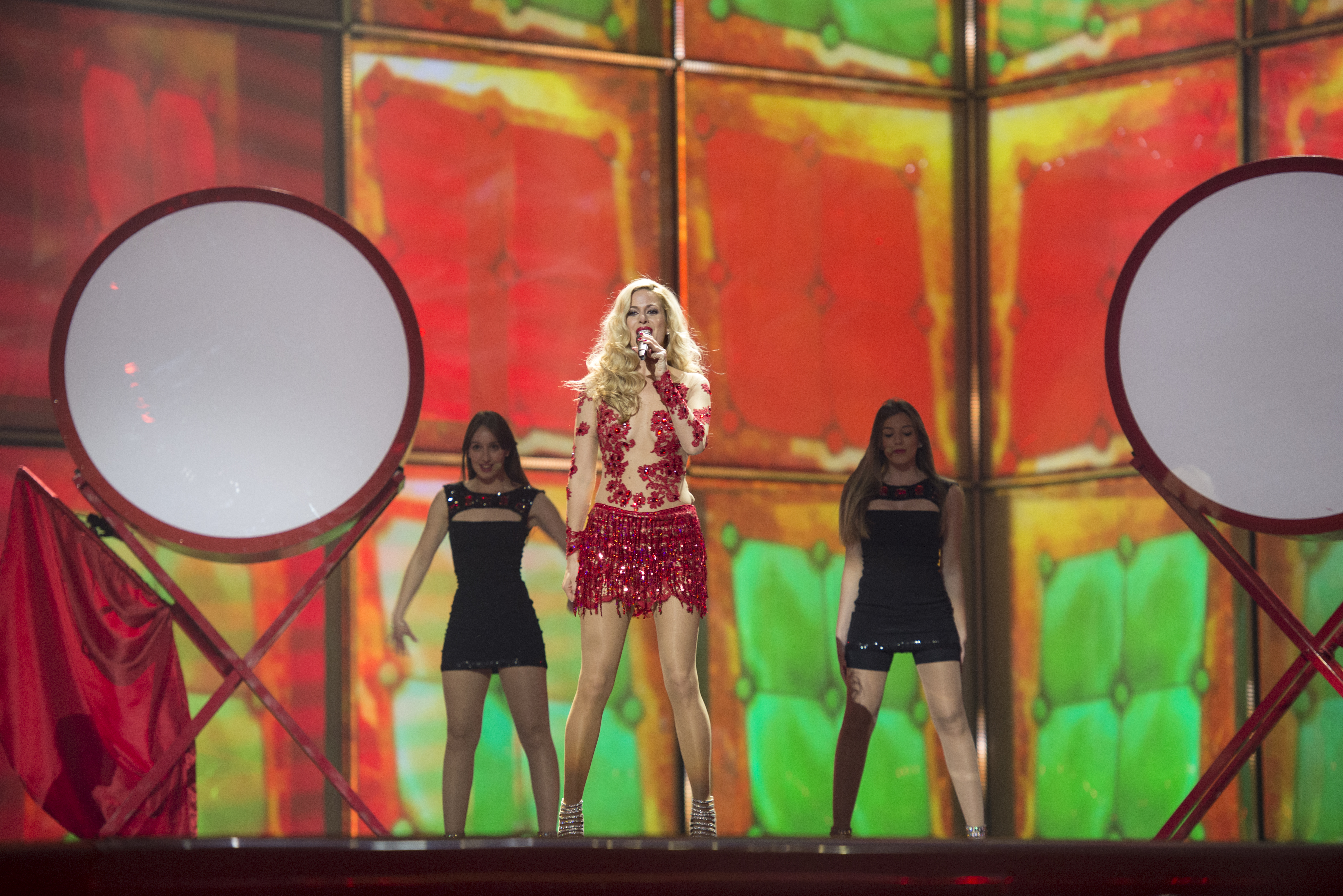
Suzy em Copenhaga (2014)
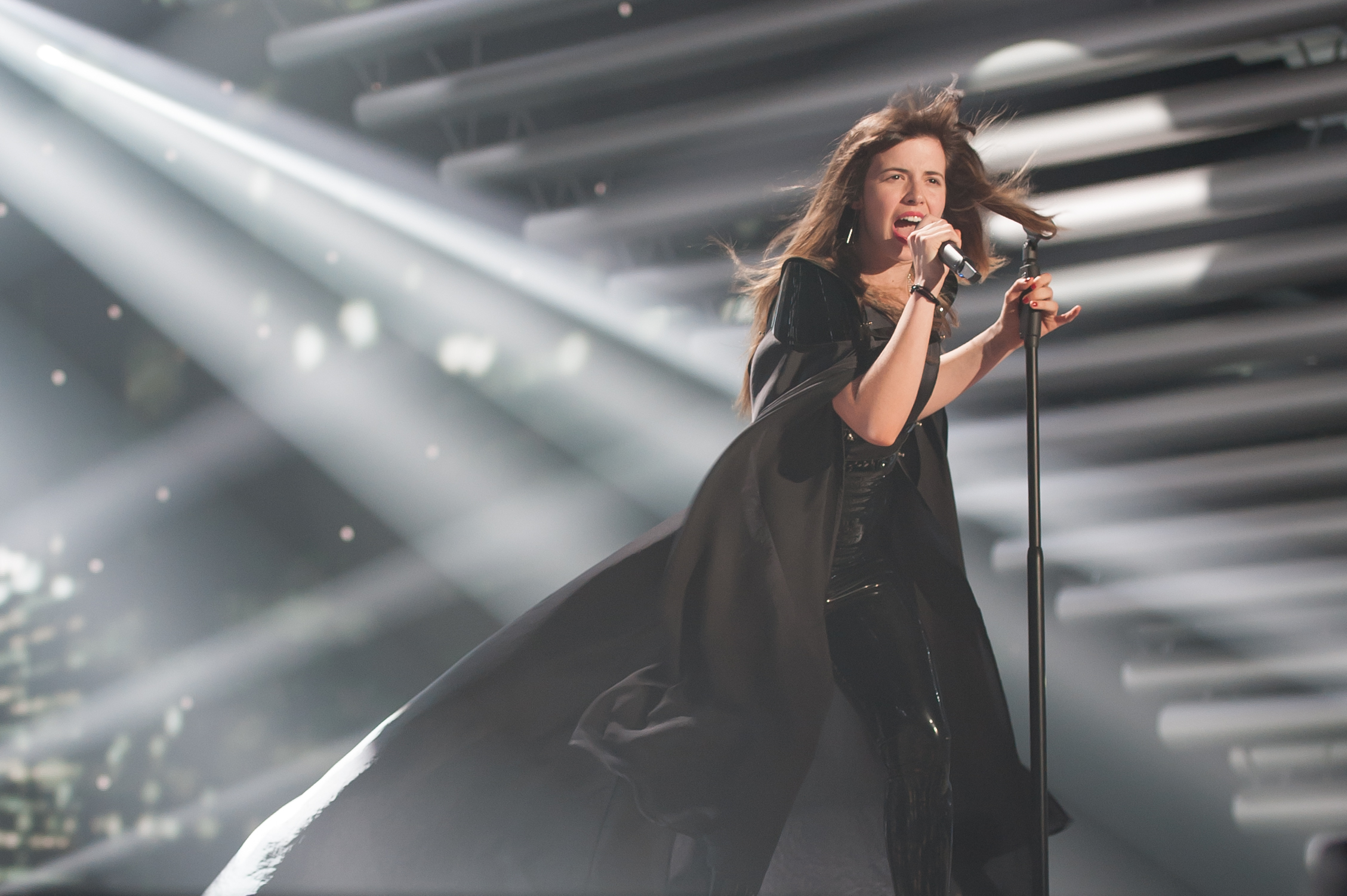
Leonor Andrade em Viena (2015)
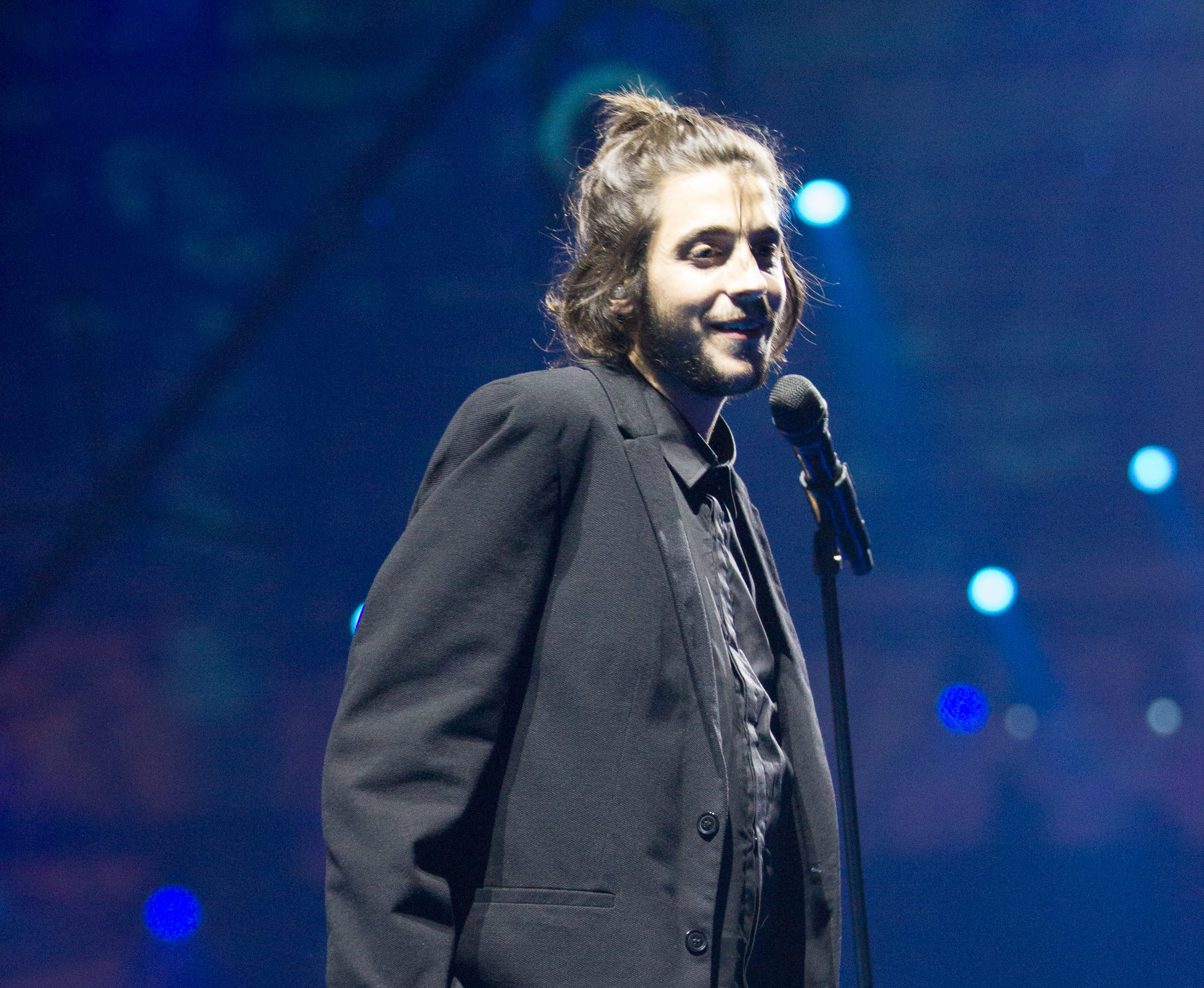
Salvador Sobral em Quieve (2017)
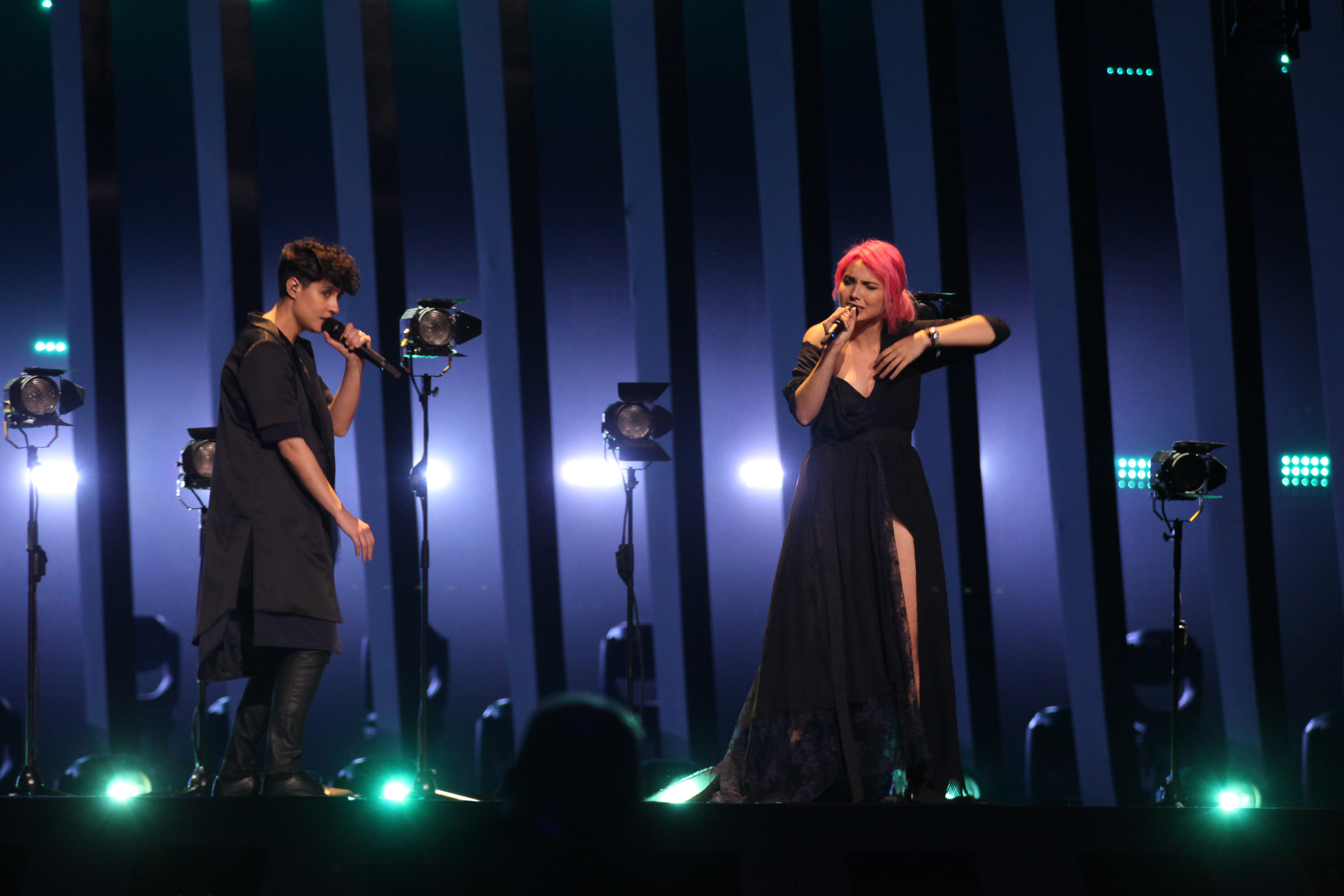
Cláudia Pascoal e Isaura em Lisboa (2018)
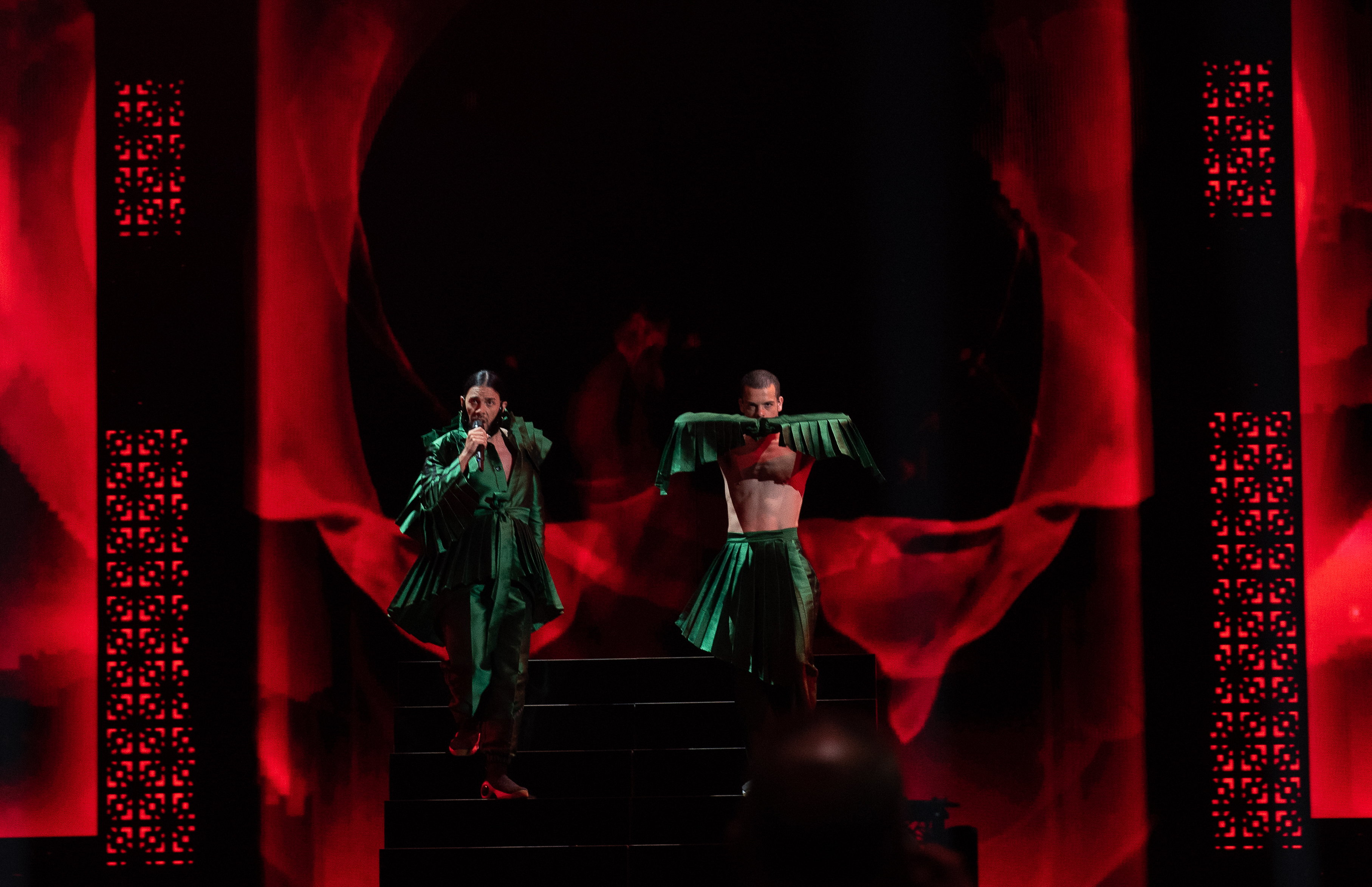
Conan Osíris em Tel Aviv (2019)
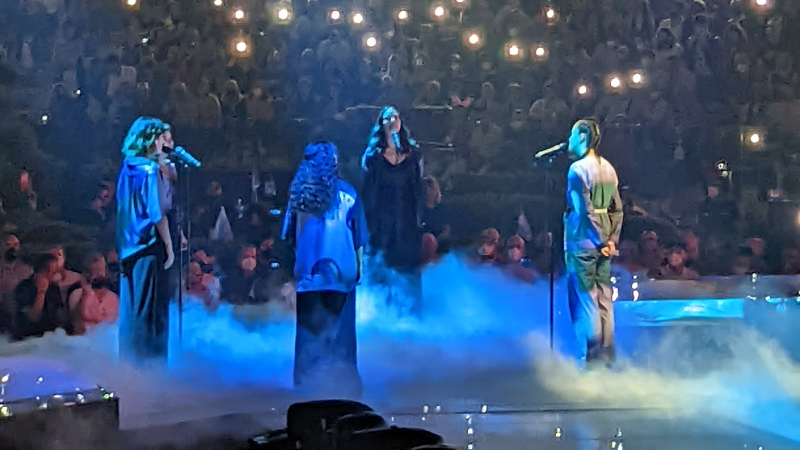
Maro em Turim (2022)
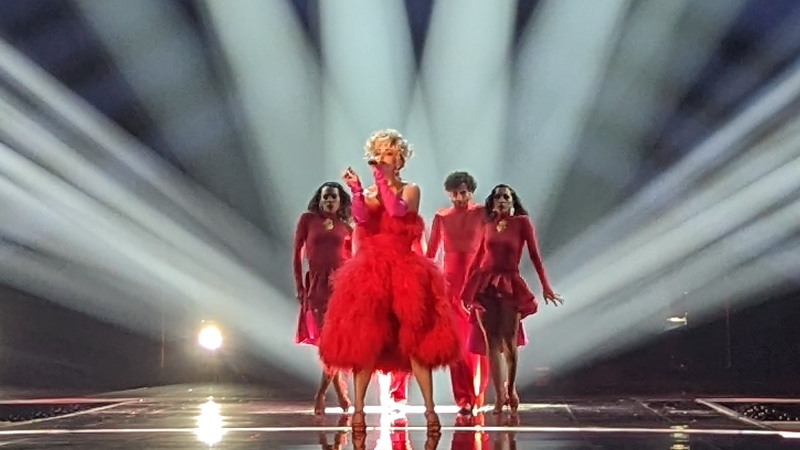
Mimicat em Liverpool (2023)